# オオカミ少年 (テレビ番組)
『オオカミ少年』（おおかみしょうねん）は、TBSテレビ系列で2004年10月7日から放送されているTBSテレビ制作のバラエティ番組 。浜田雅功（ダウンタウン）が単独で司会を務める番組の一つで、番組のタイトルは『嘘をつく子供』（イソップ童話）の通称に由来している。現在は『ハマダ歌謡祭★オオカミ少年』のタイトルで、音楽をベースにしたクイズバラエティ番組として放送している。浜田の冠番組でもある。
2005年9月29日にレギュラー放送を終了したが、特別番組の放送（2020年）を経て、2021年4月16日からゴールデンタイムで16年振りにレギュラー放送を再開。2022年4月22日放送分から、TVerでリアルタイム配信を実施している。このページでは便宜上、2004～05年のレギュラー放送を「深夜編」、2021年以降のレギュラー放送を「ゴールデンタイム編」と区別する。

## 概要
深夜編からゴールデンタイム編の途中（2022年1月）までは、2名1組のチームでスタジオに控える解答者に向けて、「ホント」か「ウソ」（放送上の呼称は「オオカミ少年」）を問う二者択一式のクイズを3問程度出題。正解するたびに1-3ポイントを付与したうえで、通算の獲得ポイント数が最も多かったチームを「トップ賞」に認定していた。
ヒントを聞き出そうとするゲスト解答者と浜田のやり取りで、浜田が「そこまでは知らん」と突き放すシーンや、（後輩芸人や気心の知れた著名人を主なターゲットに）解答者の頭をはたくシーンも見どころになっている。
深夜編では、ロケVTRで紹介した情報が「ホント」か「オオカミ少年」かを問うクイズをもっぱら出題。出題の範囲は有名人の意外な秘話、驚きの珍商品、性風俗など広く、アシスタントの豊田綾乃（放送当時TBSアナウンサー）が、ロケVTRの補足データを紹介していた。この内容にも「オオカミ少年」に該当するデータを紛れ込せることがあったため、さらに掘り下げた情報を補足する「最終ジャッジVTR」も放送された。
日比麻音子（豊田の後輩アナウンサー）をアシスタントに迎えて2020年に放送された特別番組では、3つの選択肢に1つだけ紛れ込ませた「オオカミ少年」を当てさせる三者択一式のクイズを出題。「トップ賞」のチームには、出題したクイズにちなんだ賞品を贈呈していた。
ゴールデンタイム編で放送されている企画は基本として、解答パートを隔週ペースで収録している。2022年1月14日放送分まではクイズ企画だけで構成されていたが、同月28日放送分の2時間スペシャルで「有言実行!できる言うたやん」を初めて組み込んだことを境に、冒頭で記した構成が何度も変わっている（詳細後述）。
2023年に入ってからは、浜田の名を冠した『年の差ヒットバトル　ハマダ歌謡祭』を中心に構成されているため、SNSのハッシュタグなどでも「ハマダ歌謡祭」と称されることが多い。正式な番組タイトルはあくまで『オオカミ少年』であるものの、電子番組表（EPG）では『ハマダ歌謡祭』の開始後から、番組名を長らく『オオカミ少年・ハマダ歌謡祭』と表記。2024年2月9日放送分から『ハマダ歌謡祭・オオカミ少年』に変更されたほか、この時期から、SNS上の番組公式アカウント名も『ハマダ歌謡祭★オオカミ少年』に改められた。
2024年11月に『ハマダ歌謡祭』以外の企画のレギュラー放送を再開してからは、『ハマダ歌謡祭』を含まない放送回を「ハマダ歌謡祭　特別編」として扱う一方で、当該回に限って本来の番組名『オオカミ少年』を用いている。

### ゴールデンタイム編の放送頻度
金曜日のゴールデンタイムにおけるTBSテレビ系列の番組編成では、前番組『爆報!THEフライデー』を放送していた時期から、レギュラー番組の放送枠を2～3時間に拡大した「スペシャル版」を交互に編成することが多かった。当番組のゴールデンタイム編でも、このようなスペシャル版を度々編成している反面、放送の休止も多い。
2022年には、8月5日に2時間スペシャルを放送してから、9月16日に通常放送を編成するまで、5週にわたって放送を休止。金曜日の総数が9日であった8・9月の放送回数はわずか3回（うち1回は上記の総集編）で、10月の本放送も1回（28日の2時間スペシャル）、11月の本放送も2回（いずれもスペシャル放送）にとどまった。
ゴールデンタイム編の企画を『ハマダ歌謡祭』に固定してからは、放送休止の頻度が以前より減っている。ただし、2024年4月26日から5月17日までの金曜日には、当番組を4週にわたって休止。この間には、当番組の放送枠が『それSnow Manにやらせて下さい』（2023年度以降の後枠番組）の2時間スペシャルや単発特別番組（『最強スポーツ男子頂上決戦2024』など）に組み込まれている。また、TBSが平日にバラエティ番組（単発特番や毎日放送制作『プレバト!!』のスペシャル版を含む）を18:30から放送している「TBSバラエティ　夏のハッピーアワー」（2024年6月24日 - 7月3日および7月5日 - 15日）の期間中も、当番組を休止した。
2025年には8月8日の放送後次の放送日が10月3日となることが発表され7週にわたって休止することとなった。

## 略史
2004年10月7日から、30分の深夜番組としてレギュラー放送を開始。同年12月30日の23:45 - 翌0:55には、85分間の拡大版として『極太オオカミ少年 浜田ビンビン祭りスペシャル』が放送された。
2005年9月30日に、第1期の放送を終了。最終回では、スタジオに吊るされたくす玉割りで紙テープの間から「祝1周年」の赤地の垂れ幕を出したが、幕のめくりの下に「最終回」という文字が隠されていた。その後、「次回は特別番組を放送する」と予告されていた。
2020年3月14日（土曜日）の『土曜☆ブレイク』枠で、第1期の終了以来およそ14年振りに特別番組として放送。この特別番組から、豊田に代わって日比がアシスタントを担当している。また、TBSの制作で放送中・撮影中の連続ドラマ3作品のNGシーンから「オオカミ少年」向けに仕立てたシーンを解答者に見抜かせるクイズが加えられたため、『オールスター赤面申告!ハプニング大賞』シリーズの後継番組の役割も担うようになった。この特別番組は、2020年6月15日の『アイ・アム・冒険少年&オオカミ少年特別編合体3時間スペシャル』の序盤（19:00 - 20:00）で、全国ネット向けに改めて放送されている（TBSでは事実上の再放送）。
2020年8月14日（金曜日）の19:00 - 20:57に、『オオカミ少年2時間スペシャル』を全国ネット向けに放送。当番組単独の特別番組をゴールデンタイムに編成したのは、この時が初めてであった。
2021年4月16日から、深夜編の終了以来15年半振りにレギュラー放送を再開（ゴールデンタイム編の開始）。レギュラー放送枠が金曜19時台に設定されたため、浜田は木曜日の『プレバト!!』（毎日放送）と合わせて、TBSテレビ系列が19時台にレギュラーで放送する全国ネット番組で2夜続けてMCを務めている。また、SixTONESから、ジェシーと田中樹がレギュラー解答者として出演。スタジオでクイズに解答するだけではなく、スタジオやロケでの出題役も随時担っていたため、自身が携わったクイズの出題中には「1回休み」扱いで解答を控えさせる措置を講じていた。
レギュラー放送の再開は浜田の提案によるもので、自身をMCへ起用することを前提にTBS側から打診されていた『爆報!THEフライデー』の後継番組の企画案に次々と難色を示した末に、「子どもでも楽しめそうな分かりやすい内容で放送すること」を条件に当番組の復活を持ち掛けたという。
2022年1月14日の2時間スペシャルまでは、ドラマのキャストから一部の人物をチーム単位で解答に参加。キャストの癖・習慣・リアクションから「オオカミ少年」か「ホント」を見抜かせるクイズも、ドラマの撮影現場から必ず出題していた。この期間中の放送で出題元のドラマのキャストから2名がチームとして解答に参加する場合には、このクイズやNGシーンに関するクイズの出題に際して、「解答を認めない代わりに、出題に対する『協力ポイント』を正解の発表後に与える」という特別ルールを適用。「トップ賞」を獲得したチームのドラマに対しては、「賞品」として、解答パートの収録後に総勢100人分の弁当が撮影現場に届けられていた。
2022年1月28日の2時間スペシャルからは、収録スタジオのセットを変更するとともに、「有言実行!できる言うたやん」と「どれから食べるの?ダービー」を主体に番組を構成。番組改編期に放送されるスペシャル版には、ドラマのNG特集を引き続き組み込んでいたが、前述したクイズ企画までは実施していなかった。
複数回にわたる企画変更の背景には、番組のコア視聴率が裏番組に対し当初から苦戦していたことなどが挙げられている。もっとも、2022年11月25日に『オオカミ少年特別版!年の差ヒットバトル　ハマダ歌謡祭』を初めて放送したところ、日本国内のtwitterトレンドワードランキングで放送中に「ハマダ歌謡祭」が4位・「オオカミ少年」が5位へランクイン。第2弾（2023年2月10日）の放送中にも、「ハマダ歌謡祭」が4位にランクインし、第6弾（同年5月5日）の放送中には、「ハマダ歌謡祭」が日本国内のtwitterトレンドワードランキングで初めて1位を記録した。
。このような反響の大きさと後述する事情を背景に、2023年に入ってからはほとんどの回で『ハマダ歌謡祭』が行われている。
なお、『ハマダ歌謡祭』の途中までは、「ウソを見破る」という深夜編時代からのコンセプトを踏まえたクイズも出題されていたが、出題の頻度は極めて少なく、ゴールデンタイム編の開始以来折に触れて据えられていた「TBSテレビ系列における他番組のPR」という目的も『ハマダ歌謡祭』のレギュラー化を機に一旦消滅した。
その一方で、2024年10月4日に放送された「秋のスペシャル」では、『芸能界!スゴいぞ大検定』（芸能人から関係者への対応の実態を『ウソの番組企画』での隠し撮り映像から検証するクイズ企画）を初めて編成。同年11月8日からは、『ハマダ歌謡祭』とは別に、『芸能界!スゴいぞ大検定』に専念したレギュラー版も随時放送している。

## 主な企画

### 『年の差ヒットバトル ハマダ歌謡祭』
正式なタイトルは『オオカミ少年特別編　年の差ヒットバトル ハマダ歌謡祭』。声優の内田真礼がルール説明のナレーションを担当している。当初は他の企画（『ソクオチ』など）と交互に放送することを想定していたが、後述する事情から『ソクオチ』を事実上休止したことを背景に、2023年2月10日から2024年10月25日までは全ての放送回で編成されていた。もっとも、この間にも『オオカミ少年特別編』という扱いを変えていなかった。
開始当初のスタジオセットでは、真空管方式のテレビ受像機を前面（収録用のテレビカメラと正対する面）にかたどった座席を「ベテランチーム」用、横向きのスマートフォンを前面にかたどった座席を「ルーキーチーム」用に配置していた。

#### ルール
日本国内のヒット曲をめぐるジェネレーション・ギャップに焦点を当てた音楽クイズ。レギュラーで出演しているSixTONESの田中・ジェシーおよび、14人のゲストが誕生年で「ベテランチーム」（田中・ジェシーを含む2000年以前の出生者）と「ルーキーチーム」（2000年以降の出生者）に8人ずつに分かれて対決する。ただし、放送回によっては、「○○スペシャル」と称して「チーム」の区分を以下のように変えることもある。
- 2023年10月27日放送分（2時間スペシャル版）：「世代シャッフルスペシャル」と銘打って、「細川軍」（チームリーダー：細川たかし、メンバー10名の平均年齢：38.2歳）と「紀香軍」（チームリーダー：藤原紀香、メンバー10名の平均年齢：40.4歳）による対抗戦を実施[13]。
- 2023年11月10日放送分（レギュラー版）：「30歳区切りスペシャル」と銘打って、ベテランチームにおけるメンバーの年齢の下限を31歳、ルーキーチームにおける年齢の上限を30歳に変更。田中とジェシーがルーキーチームで参加した[注 4]。
- 2023年12月29日放送分（3時間スペシャル版）：放送日が『第74回NHK紅白歌合戦』の2日前に設定されたため、「紅白歌合戦スペシャル」と銘打った男女対抗戦を実施。収録時点での年齢を問わず、女性の出演者を「紅組」、男性の出演者を「白組」に振り分けていた。この振り分けは、2024年5月31日放送分（2時間スペシャル版）の収録でも実施。
- 2024年1月12日放送分（レギュラー版）：この年最初の放送で、田中・ジェシー・初出演の井桁弘恵（放送の時点では26歳）をルーキーチームに振り分け。当初の発表では「新春応援歌スペシャル」とのサブタイトルが付けられていたが、実際の放送では「30歳区切りスペシャル」に変更されていた。その一方で、「2000年を境に出生年でチームを振り分ける」との通例に沿って収録された翌週（1月19日）放送分のレギュラー版には、井桁が前週分から一転してベテランチームに参加。
- 2024年4月5日放送分（2時間スペシャル版）：「昭和世代vs平成世代」と銘打って、ベテランチームのメンバーを35歳以上（昭和時代の出生者）、ルーキーチームのメンバーを34歳以下（平成時代の出生者）に限定[注 5]。
- 2024年6月21日放送分（2時間スペシャル版）：「恋愛ソング2時間スペシャル」と銘打って、「関根軍」（チームリーダー：関根勤）と「紀香軍」（チームリーダー：藤原紀香）による対抗戦を実施。関根の親族からはK（勤の長女である関根麻里の夫）も『ハマダ歌謡祭』に開始の当初から複数回参加しているが、義父に当たる勤との共演は、同年9月20日放送分（「ベテランチーム」と「ルーキーチーム」が対決した2時間スペシャル版）まで持ち越された。
- 2024年8月23日放送分（レギュラー版）：「夏の東西歌合戦スペシャル」と銘打って、東日本エリアの出身者を「東軍」、西日本エリアの出身者を「西軍」に振り分け。放送上は振り分けの基準が明示されていなかったものの、東京都出身の松崎しげるを初出演ながら「東軍」、福岡県出身の武田鉄矢を「西軍」のキャプテンに据えていた。
- 2025年6月13日放送分（レギュラー版）：「最強アイドルソングスペシャル」と銘打って、ルーキーアイドル軍団とベテランアイドル軍団に分かれ、対抗戦を行なったが、最後の名曲リレーでベテランアイドル軍団が「365日の紙飛行機/AKB48」を順番に歌い上げ完走したため、ルーキーアイドル軍団は逆転不可能となり、これ以上ベテランアイドル軍団に追いつけないため結果発表を待たずに強制終了。この回はベテランアイドル軍団が勝利となり、番組初のコールドゲームとなった。

全てのステージを通じての得点数が多いチームを「優勝」とみなし、当該チームのメンバー全員に豪華な賞品（高級牛肉など）が贈られる。
2023年の中盤には、ベテランチームの勝利が続いていたことから、ルーキーチームが勝利した場合の賞品が「浜田の自腹による高級焼肉店での食事会への参加権」になっていた。これは、「ベテランチームに勝利できたら、高級な焼肉を奢って欲しい」というルーキーチームのメンバーからの要望を、浜田が承諾したことによる。その後、ルーキーチームは10連敗を喫した末に、8月18日放送分で3ヶ月振りの勝利とともに上記の権利を初めて獲得。同年10月6日放送分のレギュラー版では、浜田と日比の同席による食事会が実際に開かれたことが、岡田の発言と参加者の集合写真で明らかにされている。

#### 主なステージ
年の差!イントロクイズ
1979 - 2022年の日本におけるヒット曲から20曲を対象に、イントロの音源とヒント（「オリコン年間1位」「レコード大賞受賞作」など）の字幕・ナレーションから正式な曲名を早押し方式で答えさせるクイズ。最も早く正解を出した解答者のチームは、『発売年』（正解した曲が最初に発表された年の西暦）と『基準年』（正解者が14歳だった年の西暦）の差と同じ数の得点を獲得。
例えば、ジェシー（1996年出生）が『炎』（LiSA）のタイトルをイントロから当てると、ジェシーの「基準年」が2010年、『炎』の「発売年」が2020年であることから、「発売年」の数字（2020）と「基準年」の数字（2010）の差が「10」となるため、ジェシーのいるチームには10点が入る。このような「発売年」はヒントの一部にもなっているため、「発売年」と「基準年」の差が大きい楽曲のタイトルを当てれば、それだけ多くの得点が所属チームへ入るようになっている。
2023年12月29日放送分の「3時間スペシャル」からは、「TBSドラマ主題歌イントロクイズ」も随時出題。得点の加算方法は同じだが、TBSが制作した連続ドラマのアーカイブ映像を「ヒント」代わりに流しているほか、解答者は主題歌の曲名ではなく「主題歌を起用したドラマのタイトル」を答える。また、正解者及びその人がいるチームへの「特典」として、「主題歌を起用したドラマ」から大きな話題になったシーン（浜田が出演していたドラマから出題した場合には浜田の登場シーン）のダイジェスト映像を収録スタジオのモニターを通じてメンバー全員に見せている。正解者の相手チームは、モニターに背を向けさせられるため、映像がモニターから流れている間に、映像に写っているシーンを、相手チームのメンバーや浜田・日比の声から想像するしかない。
浜田が個人的に愛好する楽曲（「浜田フェイバリットソング」）を当てた解答者や2024年7月19日放送分から登場した「大逆転！年の差イントロクイズ」で正解した解答者は、本来の2倍の得点が入る。
年の差!名曲フリつけクイズ
ベテランチーム・ルーキーチームから「踊り手」を交互に2人ずつ出させたうえで、代表者がヒット曲の振り付け映像を見ながら披露するダンスから、同じチーム内の他のメンバーに曲名を当てさせるジェスチャークイズ。1問正解するごとに20点獲得。
「踊り手」は相手チームからの指名で決定。出題するクイズの総数は「踊り手」1人につき5曲、解答の制限時間は1曲につき2分で、ベテランチームには2000年以降のヒット曲、ルーキーチームには2000年以前のヒット曲から出題する。
歌ってつなげ!年の差メドレー→歌ってつなげ!年の差名曲メドレー
共通する特徴（「国民的アニメソング」「1980年代の女性アイドルが歌った曲」など）に沿った8曲（2025年中期以降は7曲）のサビを1つのチームで1人ずつ正確に歌いつなぐことを目標に据えたメドレーチャレンジ企画で、ハマダ歌謡祭のメイン企画。1チームにつきチャレンジの機会が2回与えられていて、そのチームの世代にとって馴染みの薄そうなヒット曲のサビを順番に歌わせる。なお、X（twitter）上の番組公式アカウントでは、この企画で参加者に歌わせたい課題曲のリクエストを受け付けている。
過去にヒット曲を輩出した歌手やタレントがベテランチームに参加している回では、本人の代表曲から少なくとも1曲を課題曲に組み込んでいるため、本人とルーキーチームのメンバーによる課題曲のデュエットが事実上のクライマックスになっている。
サビの歌い方のジャッジは浜田（欠席時は代打MC）に委ねられていて、浜田から「OK（サビを正確に歌えている）」と判定されればチームへ得点が追加される。得点については、代打から「OK」が出るごとに10点ずつ加算。3曲連続で「OK」の場合には、その曲だけで10点＋20点＋30点＝計60点が入るようになっている。浜田から「ダメ（正確に歌えていない）」のジャッジが下された場合には得点が加算されない。
回を追うごとに、「課題曲のメロディーを知らないメンバーが、制限時間の間際に一か八かで挑戦したものの、カラオケの音源だけを頼りにメロディーを勝手に付けながら歌ったあげく浜田から『ダメ』と判定される」というシーンが続出。ベテランチームの小杉竜一（ブラックマヨネーズ）がこのパターンで「ダメ」と判定されたことにちなんで「小杉る（こすぎる）」という造語が生まれ、解答者がチャレンジを躊躇している局面で、浜田や日比が「煽り文句」として使っている。また、浜田がいわゆる「口パク」を疑うあまり、歌唱中のメンバーの隣で耳をそばだてながら判定することもお約束と化している。
メドレーに参加しているチームのメンバー全員が、出題された楽曲のサビを歌えない場合には、相手チームのメンバーに「横取り」（代わりに歌う権利）の行使を認めている（第1弾では1回だけ→第2弾以降は2回まで行使が可能）。この権利を行使したメンバーの歌唱に対して、MCが「OK」を出した場合には、相手チームが積み重ねてきた得点も「横取り」できるようになっている。
第7弾(2023年6月16日放送分）では、初めてこの企画のみで全編を構成。貴乃花光司をリーダーに据えたベテランチームが、本人を含めて8人連続でサビの歌唱を成功させた末に、番組史上初めての「パーフェクト」を実現させた。「ルーキーチームも、濱田龍臣がリーダーを務めた同年7月28日放送分の2時間スペシャル版で「パーフェクト」を初めて達成。同年9月8日放送分の第19弾（2時間スペシャル）では、ベテランチーム・ルーキーチーム両方が「パーフェクト」に至っている。
2023年5月5日（こどもの日）の第6弾（3時間スペシャル）以降のスペシャル版では、「特別版　名曲メドレー」と称して、浜田（1963年出生）と日比（1993年出生）も「ベテランチーム」からメドレーに参加することがある。この場合には、ベテランチームのメンバーから2名を進行役（日比のポジション）と判定役（浜田のポジション）に充てている。
- 第6弾：ベテランチームの得点が序盤からルーキーチームに大差を付けられていたため、浜田・日比へのサプライズ企画を兼ねた「特別版! 歌ってつなげ!年の差メドレー」を収録の途中から急遽実施。ベテランチームから田中樹が進行役・近藤春菜が判定役を担う代わりに、浜田と日比が「年の差メドレー」へ初めて参加する羽目になった。
- 第15弾（2023年7月28日放送分の2時間スペシャル版）：「特別版　歌ってつなげ!年の差名曲メドレー」のパートをあらかじめ設定したうえで、ベテランチームからジェシーを進行役、せいや（霜降り明星）を判定役に起用していた。
- 「紅白歌合戦スペシャル」（2023年12月29日放送分の3時間スペシャル）：「紅白で歌唱!アイドルソング」とのテーマが設けられた「特別版　歌ってつなげ!年の差名曲メドレー」に、日比が「紅組」、浜田が「白組」で参加。白組からジェシーを進行役、紅組から近藤春菜を判定役に起用していた。
- レギュラー版でも、浜田は高橋ジョージが「ベテランチーム」に参加していた2024年2月23日放送分において、高橋からの誘いに応じて『ロード』（高橋がボーカルとギターを担当している「THE 虎舞竜」の代表曲）を本人とのデュエットで披露。日比も同年4月19日放送分のレギュラー版でサンプラザ中野くん（「ベテランチーム」）が『Runner』（自身がボーカルを担当している「爆風スランプ」の代表曲）を歌った際には、中野の誘いに応じてコーラスに参加していた。
- 2024年9月27日放送分の「秋の恋愛ソングスペシャル」で『セシル』（浜田が石野と並んで「長年のファン」であることを公言している浅香唯の代表曲）が課題曲に挙げられた際には、「ベテランチーム」に参加していた浅香が「ルーキーチーム」からの「横取り」を宣言したことをきっかけに、「浅香のヒット曲を本人と一緒に歌う」という浜田の念願が期せずして実現。浜田は、浅香が1人で歌い出した直後からデュエットを始めたあげく、自分で「OK」のサインを出していた。このような判定に対して、ジェシーを初めとする「ルーキーチーム」のメンバーが異議を唱えたが、進行役の日比は「『今日は浜田セシルが見られた』ということで（勘弁して下さい）」と釈明した。

年の差サビタイムアタック
1つのチームから5人のメンバーを「挑戦者」として選抜したうえで、1980年代から2000年代にかけて日本で発売されたヒット曲のタイトルを、サビの音源から2分以内に次々と当てさせる企画。1問だけ正解した場合の得点は10点だが、n問連続正解でn×10点（2問連続正解の場合には20点）を加算するため、同じチーム内で正解が続くほど得点が増える仕組みになっている。ただし、ベテランチームには1980年代→1990年代→2000年代、ルーキーチームには2000年代→1990年代→1980年代の順で出題することによって難易度を徐々に上昇。第2弾では、1970年代のヒット曲からも出題されている。
出題された楽曲のサビやタイトルを挑戦者が知らない場合や、解答の判断に迷っている場合には、その問題に解答しない権利（「パス」）申告を認めている。パスの回数には上限を設けていないが、パスの申告は「出題と得点のリセット」につながっていて、解答順が次の挑戦者には別の楽曲のサビから出題。パスが申告されるまでチーム内で正解が続いていても、このサビから正解を導き出した場合には10点からの加算に戻る。
- 2023年10月27日放送分の「世代シャッフルスペシャル」では、「紀香軍」から山里・王林・本田仁美（AKB48）などが2回戦（出題のパターンがレギュラー版のルーキーチームに準じるクイズ）に参加。ところが、解答権が王林と本田へ移っている間に、山里が2人を正解へ誘導するかのようなヒントを二度にわたって出した。浜田による審議の結果、山里のヒントによって王林と本田が出していた正解（2曲分）が取り消され、2人の正解によって「紀香軍」に加算されていた得点（20点）が総得点から差し引かれている。

年の差!名曲ミリオンドボン
「ソクオチ」の「間違った選択肢を選んだらソクオチ」の流れを汲むチーム対抗形式のクイズ。「ルーキーチーム」には「ミリオン達成曲」（CDの累計売上枚数が100万枚に到達した楽曲）、「ベテランチーム」には「1億回再生曲」（YouTubeでの延べ再生回数が1億回に到達した楽曲）から出題する。
「ミリオン達成曲」「1億回再生曲」とも、解答者の指定した選択肢が上記の条件を満たしている場合には、「正解」扱いで1つの選択肢につき20点獲得。上記の条件をあと一歩で満たせなかった「ドボン曲」を選択肢に1つずつ含めているため、チームの全員が正解するまでに「ドボン曲」を選んでしまった場合には、「アウト」とみなして当該チームへの出題をその時点で終了する。
大逆転!年の差ヒット曲穴埋めクイズ→大逆転!年の差ヒット曲穴埋め熱唱クイズ→歌えない人を見抜け!年の差ヒット曲穴埋め合唱クイズ
一部のフレーズを隠したヒット曲の「歌詞」から、隠された言葉を全員で当てさせるクイズで、「ベテラン世代」と「ルーキー世代」のヒット曲から1問ずつ出題。自分の世代の曲で正解した場合には正解者1人につき10点分、相手世代の曲で正解した場合には1人につき30点分の得点を所属チームに与える。さらに、チームのメンバー全員で正解した場合には、「ボーナスポイント」として1問につき50点を上乗せする。
実際には「歌詞」にとどまらず、間奏部分での「セリフ」から出題することもある。現に、第1回の最終問題（「結婚式で盛り上がるベテラン世代ソング」）は、『ハッピーサマーウェディング』（モーニング娘。が2000年に発表した楽曲）でサビの直後に矢口真里（発表時点でのメンバー）が語っていたセリフから出されていた。
第2弾では放送されなかったが、レギュラー版に初めて編成された第3弾で「穴埋め熱唱クイズ」として復活。歌詞の一部が伏せられた楽曲のサビをチームのメンバー全員で一斉に歌わせる一方で、伏せられた言葉を正確に歌えていないメンバーを、相手のチームに見抜かせている。相手チームには、見抜けたメンバーの数に応じて、1名につき30点を加算。「ウソ（歌詞のとおりに歌えていないのに「歌えている」とウソをついているメンバー）を解答者（相手チーム）に見抜かせる」という点が、『オオカミ少年』という番組タイトル及びゴールデン版当初の趣旨に合致している。
- 第12弾（2023年7月7日放送分のレギュラー版）からは、「歌えない人を見抜け!年の差ヒット曲穴埋め合唱クイズ」というタイトルで放送。基本として上記の「穴埋め熱唱クイズ」のルールを踏襲しているが、「『歌えていない』と思われるメンバーを1名ずつ指名する」という権利を相手チームが行使できるようになった。「1人目」に指名したメンバーが実際に歌えていない場合には、相手チームに100点と「2人目」を指名できる権利を付与。「2人目」以降も見抜けた場合には、1人につき20点（第12弾では50点）を加算する。逆に、「1人目」に指名したメンバーが実際に歌えていた場合には、合唱したチームが100点を獲得。相手チームが「2人目」以降のメンバーを見抜けなかった場合には、このクイズでそれまでに獲得した得点を没収。

大逆転!年の差ジーンときたヒット曲
「ルーキーチーム」と「ベテランチーム」のメンバーが「ジーンときた」（感動した）という曲のタイトルを、そのメンバーが歌うサビから当てさせるクイズで、第17弾（2023年8月18日放送分の2時間スペシャル版）から放送。両チームから3名ずつ出題することから、放送上は第1問の出題者「先鋒」・第2問の出題者を「中堅」・第3問の出題者を「大将」と称している。
クイズは全6問で、「ルーキーチーム」と「ベテランチーム」が交互に1問ずつ出題。解答側のチームには、出題する曲のタイトルの一部を座席のモニターに映し出したうえで、伏せられた部分の言葉をスタイラスペンでモニターに書き込ませている。解答時間は1曲につき30秒で、放送上は解答が出揃ったところで、メンバー全員分のモニターを一斉に表示。正解者1人につき20点を加算するため、全員（8人）が正解した場合には、1曲につき160点が入るようになっている。逆に、解答側のチームから正解者が1人も出なかった場合には、「問題が難し過ぎる」という理由で出題側のチームから1曲につき50点を差し引く。
- 第17弾では、上記の「年の差!イントロクイズ」に続いて、「浜田フェイバリットソング」として浜田から出題。「ルーキーチーム」と「ベテランチーム」のメンバー全員を解答に参加させたうえで、浜田の歌から曲名を当てたメンバーは、チームを問わず1人につき50点獲得。

ライブ会場直撃!これ誰のファン?
「ルーキーチーム」「ベテランチーム」のメンバー全員を対象に、あるアーティストのライブ会場で観客に直撃したインタビューVTRから連想されるアーティストの名前をモニターに書き込ませるクイズ企画で、2023年10月13日放送分から開始。
インタビューVTRは3つの段階に分かれていて、いずれの段階でも、インタビューの内容に基づくヒントを複数提示。第1段階で正解した場合には100点×正解者数、第2段階で正解した場合には50点（以前は30点）×正解者数、第3段階で正解した場合には10点×正解数分の得点が所属チームに入るようになっている。ただし、他のクイズ企画と違って、第3段階で不正解者が出た場合には「減点」扱いで20点×不正解者数分の得点を差し引かれていたが、現在は廃止されている。
2024年2月23日放送分で出題されたクイズ（正解は中島みゆき）では、東京国際フォーラムで中島のコンサートが開かれた際に収録したインタビューVTRに、「プライベートで来場していた」という鳥居みゆきが一般のファンに交じって登場。鳥居は2度にわたってヒントを出していて、最後のヒントでは、芸名の「みゆき」が「30年来のファン」という中島みゆきに由来することも明かしていた。
2024年3月8日のレギュラー版からは、この企画に似た趣旨の「有名人直撃インタビュー　想い出イントロクイズ」も随時出題。有名人（初回は『不適切にもほどがある!』に出演していた仲里依紗）が「想い出の楽曲」について語ったインタビュー映像から複数のヒントを提示したうえで、イントロから曲名を推測する。
身近な音からヒット曲に変化!サビトロクイズ
身近で耳にすることの多い音（iPhoneの着信音など）にヒット曲の「サビトロ」（サビのメロディのイントロ）を重ねた音源から、「サビトロ」が入っている曲のタイトルを当てる早押しクイズで、2023年10月27日の「世代シャッフルスペシャル」から放送。出題に際しては、「サビトロ」の音量を徐々に上げているほか、「サビトロ」の波形を変換させた円形のオーディオスペクトラムを「ヒント」として提示している。
放送上は「年の差!イントロクイズ」の後半に組み込まれていて、最も早く正解を出した解答者の所属チームには、「発売年」（正解した曲が最初に発表された年の西暦を表す数字）と「基準年」（正解者が14歳だった年の西暦を表す数字）との差に等しい数の得点が入る。
マイク争奪!イントロバトルロワイヤル→マイク争奪!ヒット曲ザ・ベストテン
チーム対抗のカラオケバトルにビーチフラッグスの要素を組み込んだイントロクイズで、2023年10月27日の「世代シャッフルスペシャル」から「最終問題」扱いで放送。ヒット曲のイントロが流れ始めると同時に、スタジオ中央のスタンドに置かれたハンディマイクを「ルーキーチーム」「ベテランチーム」のメンバー全員に奪い合わせたうえで、最も早くマイクを奪い取ったメンバーにその曲のサビを歌わせる。
クイズは全5問で、「ルーキーチーム」「ベテランチーム」のメンバー全員を、出題の前にハンディマイクを置いたスタンドを囲む格好で並ばせていることが特徴。複数のメンバーがマイクを同時につかんでいた場合には、サビを歌わせるメンバーを浜田が決定する。なお、出題するヒット曲はいずれも特定のテーマ（放送上の呼称は「バトルテーマ」）に沿っているが、メンバーには「1人につき1曲しか歌えない」という条件を全員に付けている。
マイクを最も早く奪い取ったメンバーが、所属チームで最も早く出題曲のサビを正確に歌い切った場合には、そのチームが50点を獲得。さらに、同じチームの別のメンバーが次の曲のサビを正確に歌い切れば、1曲につき30点が加算される。このため、同じチームのメンバーが1曲目から5人連続でサビを歌い切った場合には、170点を獲得できるようになっている。
2024年4月5日放送分の2時間スペシャル版からは、「マイク争奪!ヒット曲ザ・ベストテン」とのタイトルで放送。オリコンが集計している「年間シングル売り上げランキング」を基に、ある1年の「ベストテン」（1 - 10位）に入っていた楽曲から出題するようになった。ルールは基本として「イントロバトルロワイヤル」を踏襲しているが、「ザ・ベストテンボード」を使って10位の楽曲から順番に出題するなど、往年の人気音楽番組『ザ・ベストテン』を彷彿とさせる演出も為されている。
カラオケナイス選曲バトル
「ベテランチーム」と「ルーキーチーム」の「代表者」（各3名）による三本勝負方式の公開収録企画で、2024年6月14日放送分から開始。「代表者」が事前に選んだある世代（初回は50代の女性）の「心に刺さる」（共感を得られそうな）楽曲を、その世代から選ばれた50名の観覧者の目の前で歌ったうえで、押しボタンによる観覧者からのアンケート結果を基に勝敗を決定する。
三本勝負では、「一本」（1回）ごとに選曲のテーマを設定。観覧者には、「代表者」が歌った楽曲が「心に刺さる」と感じた場合に限って、アンケート集計用のボタンを押すことを求めている。実際には、このようなアンケートを、「一本」が終わるたびに実施。チームごとの得票数（最大で50票）の2倍に相当する「ポイント」（最大で100点）を当該チームへ加算したうえで、「ポイント」の総数が多いチームを「勝者」とみなしている。
3音イントロ早押しバトル
チーム対抗の三本勝負方式によるイントロ早押しクイズで、2024年6月21日放送分の2時間スペシャルから開始。過去のヒット曲から「3音」（Aメロの最初から3つ目までの音）をピアノで演奏した音源を各チームの「代表者」に聴かせたうえで、その曲名を答えさせる。「代表者」が相手チームより早く正解を出したチームは、1曲につき20点獲得。
「3音」でも正解が出ない場合には「4音」（Aメロの最初から4つ目までの音）、「4音」でも正解が出ない場合には「5音」（最初から5つ目までの音）の演奏音源で改めて出題。「5音」でも正解が出ない場合には、「時間切れ」として出題を打ち切ったうえで、正解の曲名を日比から発表する。
チームで1曲歌い繋げ!名曲リレー
日本で「国民的ソング」に数えられているほどの大ヒット曲から1曲を対象に、1番の歌詞を8つのパートに分けたうえで、チームのメンバー全員にパート単位で歌い継がせることを想定したチャレンジ企画。放送上最初に実施されたのは2024年8月23日で、「夏の東西歌合戦スペシャル」の最後に組み込まれていた。
この企画では、チャレンジ側のチーム（挑戦チーム）のメンバー全員が、2段式（1段につき4組分）の雛壇席から参加。実際にはチャレンジの前に「インプットタイム」を3分間設けていて、「挑戦チーム」のメンバーには1番の歌詞を全て覚えること、「相手チーム」には「挑戦チーム」のメンバーに歌わせる順番（歌唱順）を選ぶことを求めている。なお、ジェシーと田中樹が同じチームから参加する場合には、「1組」扱いのコンビで挑戦。「相手チーム」は、パート内のフレーズなどに応じて、「挑戦チーム」の歌唱順をランダムに選べるようになっている。
「挑戦チーム」は、「相手チーム」が最後に確定させた歌唱順を一切知らされずにチャレンジを開始。歌う順番が回ってきたメンバーは、自席の前に設けられた黄色のランプが点灯するタイミングで、指定のパートを歌い始めるようになっている。このように指名されたメンバーが、指定のパートのフレーズを間違えたり詰まったりすることなく歌い切れた場合には、1組につき10点を加算。「挑戦チーム」のメンバー全員でサビ前のフレーズまで歌い繋げた場合には、全員にサビを合唱させるとともに、8組分の点数（合計80点）にボーナスポイント（100点）が上乗せされる。

#### 年の差バトルバス
『ハマダ歌謡祭』からの派生企画および、ゴールデンタイム編へ移行してから初めてのオールロケ企画として、2023年11月24日から放送。本来はMCである浜田、レギュラーのジェシー・田中、『ハマダ歌謡祭』への出演経験者などが、番組側で借り切った観光バスで複数の人気スポットを巡りながら、「ベテラン世代」と「ルーキー世代」に分かれて訪問先に関するクイズで対決している。
「ベテラン世代からルーキー世代へのクイズ」と「ルーキー世代からベテラン世代へのクイズ」を交互に出題していることや、出題のテーマ（スポット、料理、ファッションなど）に関する歴史を、出題の前に津野まさいのナレーションを通じて視聴者に紹介していることが特徴。いずれのクイズでも、解答をフリップへ記入させたうえで、正解者が1人でも出たチームへ1ポイントを加算している。このため、放送上は最終問題までに獲得できたポイントの総数が多いチームを「勝利」とみなしている。また、飲食店で提供される料理のクイズを出題する場合には、正解者が1人も出なかったチームに「相手のチーム（相手側）のメンバー全員がその料理を食べ終わるまで、バスで全員揃って待機する」「待機中には、バス内の音声が相手側に一切聞こえないように施したモニターを通じて、相手側による食事の中継映像を見させる」といったペナルティが課される。
ちなみに、浜田はこの企画に「ベテラン世代のリーダー」として参加。日比はバスガイド姿でロケに同行しながら、クイズの出題、ヒントの提示、移動中のバス内で収録されるトークの進行を任されている。また、ジェシーと田中はルーキー世代、田中はそのリーダーと扱われている。

#### 出張 ハマダ歌謡祭
「マイク争奪!イントロバトルロワイヤル」から派生したチーム対抗戦形式のロケ企画で、2024年5月24日（毎日放送のみ編成上の事情で同月26日の午後）に放送の『ハマダ歌謡祭　ライブスペシャル』から開始。収録をスタジオで完結させている通常の『ハマダ歌謡祭』と同様に、勝利したチームには賞品がメンバー全員に振る舞われている。
第1弾「東京ドーム初対決スペシャル」（2024年5月24日）
SixTONESの田中とジェシーが、浜田に対してかねてから「SixTONESの東京ドームライブに出て欲しい」と要望していたことを背景に、「SixTONES LIVE TOUR2024『VVS』」（2024年4月20日の初日公演）MCパートでの公開収録が「『浜ちゃん軍団』vsSixTONES　イントロバトルロワイヤル」として実現。収録時点でのSixTONESのメンバーが（田中・ジェシーを含めて）6名であったことから、「浜ちゃん」（浜田）率いる「浜ちゃん軍団」には、『ハマダ歌謡祭』の常連出演者から山里・せいや・アンミカ・野呂佳代・おじゃすが参加していた。
「イントロバトルロワイヤル」の収録については、ライブの観客ばかりか、田中以外のSixTONESのメンバーにも事前に知らされていなかった。田中だけはライブの開演前に東京ドームのブルペンで「浜ちゃん軍団」との収録へ参加していたが、「ライブでの歌唱中には絶対に作動させない」という条件で、「ビリビリマシーン」（ブルペンに据え置かれた「ビリビリボタン」を浜田が押すことによって微弱な電流が生じる低周波発信器）を背中に装着させられる羽目になった。実際には、田中がSixTONESの他のメンバーを観客へ紹介している最中に、浜田が「ビリビリボタン」を押下。さらに、「浜ちゃん軍団」が登場する直前のMCパートでも、浜田の気まぐれで「ビリビリマシーン」を作動させられている。
本来「ハマダ歌謡祭」をスタジオで進行している日比は、ライブ開催日の午前中からTBSテレビで別の社業に従事する関係で、「東京ドーム初対決スペシャル」の収録に参加できないことがあらかじめ決まっていた。このような事情から、収録中は浜田が「MC」「判定役」「『浜ちゃん軍団』のキャプテン」、田中が「SixTONESチームのキャプテン」と（本来は日比が担っている）「進行役」をそれぞれ兼務。結果は、浜ちゃん軍団が「イントロバトルロワイヤル」に勝利した。
第2弾「学校で真剣勝負スペシャル」（2024年7月26日）
「浜ちゃん軍団」との対戦相手の公募に明治大学付属八王子高等学校（明八）の1年生（「浜田の大ファン」という女子生徒）が応募していたことがきっかけで、応募者を含む11人の生徒で構成された「明八チーム」が、校内の「片桐講堂」（東京都八王子市）で約1,000人もの全校生徒を前に「浜ちゃん軍団（浜田・ジェシー・田中・山里・近藤・野呂・おじゃす・増田貴久（NEWS））」と対戦した。
「浜ちゃん軍団からのサプライズ企画」として「明八チーム」と対決することになっていたため、明八チームに参加していない生徒は、「朝の情報番組での学校紹介」という架空の企画で「片桐講堂」に集められていた。浜田がこれらの生徒に事情を説明してからは、両チームが「イントロバトルロワイヤル」と「カラオケナイス選曲バトル」で対決したほか、明八の林健司校長（当時）と浜田による「タイマンイントロクイズ」（1問正解につき70ポイントを付与→一方が先に3問正解を果たした時点で終了する1対1方式の早押しイントロクイズ）を実施。結局、明八チームが勝利したため、「勝利チームへの副賞」として全校生徒1名につき「C.C.レモン」（350mlのペットボトル）1本と番組のステッカー1枚を配布している。
放送日は2024年パリオリンピックの開催期間中（日本時間で開会式の前日）であった。日比はこの大会に関するTBSテレビ系列向けの報道活動で開催国（フランス共和国）に派遣されていて、当日の夕方に放送された『Nスタ』（金曜日のメインキャスターを務めている報道・情報番組）にも、パリ市内からの生中継で出演していた。もっとも、「第2弾」向けの収録が渡仏（7月第4週）より前に実施されていたことから、「第2弾」では放送上『出張　ハマダ歌謡祭』を初めて進行している。
第3弾（2024年9月20日）
横浜清風高等学校の生徒から11名で構成された「横浜清風チーム」が、校内の体育館（横浜市保土ケ谷区）で「浜ちゃん軍団（浜田・ジェシー・田中・アンミカ・狩野英孝・May J.・Dream Ami・清水美依紗）と対戦。
「第2弾」と同じく「浜ちゃん軍団からのサプライズ企画」として組まれていたため、チームに参加していない横浜清風高校の在校生（およそ1200名）は、番組名が伏せられた状態で「公開収録」を目的に体育館へ集められていた。日比が生徒に事情を説明してからは、両チームが「イントロバトルロワイヤル」と「カラオケナイス選曲バトル」で対決したほか、横浜清風高校の植野法稔校長（当時）と浜田による「タイマンイントロクイズ」を実施。結局、横浜清風チームが勝利したため、「勝利チームへの副賞」としてハーゲンダッツのクリスピーサンド（1400個）と番組のステッカーを贈呈している。

### 『芸能界!スゴいぞ大検定』
2024年10月4日の「秋のスペシャル」の後半に編成されていた企画を、同年11月8日のレギュラー版からシリーズ化。『ハマダ歌謡祭』と同様に、「ベテランチーム」と「ルーキーチーム」が以下のクイズで対決している。シリーズ化に際しては、「秋のスペシャル」内での放送分を「『芸能界!スゴいぞ大検定』の第1弾」、「第2弾」（11月8日放送分）以降のシリーズを「ハマダ歌謡祭　特別編」と位置付けている。
芸能人挨拶ランキング
「『厳しい芸能界を生き抜くための必須条件』とされる挨拶を、芸能人がTBS放送センターの中で出会った人々にどのくらい返しているか」というテーマでの検証VTRを基に、挨拶を返した相手が「最も多かった芸能人（1位）」と「最も少なかった芸能人（ビリ）」をチーム単位で予想させるクイズ。「1位」と「ビリ」には挨拶を返した相手の総数に10を乗じた数のポイント（相手が10人の場合には100ポイント）が組み込まれていて、「1位」か「ビリ」のいずれか一方で予想を的中させたチームには的中分のポイント、両方とも予想を的中させたチームには全てのポイントが加算されるようになっている。
- 放送上は「第1弾」から、「ターゲット」が「チェックポイント」で挨拶した場合を「○」、挨拶しなかったり無言の会釈だけで通過したりした場合を「×」、「○」が最も多い「ターゲット」を「1位」、「○」が最も少ない「ターゲット」を「ビリ」とみなしている。ちなみに「第1弾」では、正解とランキングを発表した後に、「芸能界で挨拶に最も厳しい」とされる浜田の実態を同じ条件で検証した隠し撮りのVTRも放送。「第2弾」（2024年11月8日放送分のレギュラー版）からは、チェックポイントの数や設定を放送回ごとに変更している。

タイムスリップ!これダレ写真判定
「ベテランチーム」にも「ルーキーチーム」にも参加していない芸能人を対象に、デビュー前（幼少期）に映された写真から本人の氏名（または放送の時点における芸名）を見抜かせる早押し方式のクイズ。1問正解するたびに、所属のチームに10ポイントが加算される。ちなみに、クイズの合間には一部の回答者、正解者が出た場合には正解者のデビュー前の写真も紹介している。
芸能人ハプニング対応力検定→芸能人!地獄のハプニング対応力検定」
複数の芸能人を「ターゲット」として架空の番組ロケに呼び出したうえで、「ターゲット」が同行のスタッフから指定される「スゴ技」（難易度の高いパフォーマンス）を成功させた直後に「ハプニング」へ遭遇してからの対応の速さ（放送上の表現は「大人の対応力」）をタイムトライアル形式で問うクイズ。「『スゴ技』を成功させた瞬間をテレビカメラで撮影できていなかったことを、同行していたディレクターから告げられる」という「ハプニング」に直面してから「スゴ技」への再チャレンジを決断するまでの一部始終を隠し撮りで収めた映像を基に、「決断が最も早かった芸能人（1位）」と「決断が最も遅かった芸能人（ビリ）」を、「ベテランチーム」と「ルーキーチーム」のメンバー全員に予想させている。ちなみに、「1位」か「ビリ」のいずれか一方を的中させた場合には的中者1名につき20ポイント、両方とも的中させた場合には的中者1名につき50ポイントを所属のチームに加算。
- 上記のハプニングは「ディレクターが芸能人に仕掛けたドッキリ」に過ぎないため、出題のVTRには「再チャレンジ決断タイム」（「ターゲット」が再チャレンジを決断したことを「仕掛け人」のディレクターに告げるまでの時間）を秒単位で表示させているほか、正解のVTRには「仕掛け人」が「ターゲット」への「ネタばらし」（事情説明）を終えるまでの映像を用いている。

「浜田リスペクト（H-1）グランプリ」
浜田への「リスペクト」（敬意）をかねてから示している後輩の芸能人（主に芸人）を「ターゲット」に、「芸能人挨拶ランキング」と「芸能人ハプニング対応力検定」シリーズの要素を掛け合わせたタイムトライアル形式のクイズで、2024年11月29日の「第3弾」から放送。「浜田がMCを務める架空の番組の収録」という名目でTBS放送センターに呼び出された「ターゲット」が、「浜田による緊急の呼び出し」をスタッフ経由で受けてからスタッフが指示する「浜田の楽屋」へ到着するまでの隠し撮り映像を基に、「到着が最も早かった芸能人（1位）」と「到着が最も遅かった芸能人（ビリ）」を「ベテランチーム」と「ルーキーチーム」のメンバー全員に予想させている。
実際には、「ターゲット」がいる控室から「浜田の楽屋」までの通路の随所に、「ターゲット」の通行を妨げる偽の関係者（お喋り好きのプロデューサーなど）を配置。「浜田の楽屋」には、ハリウリサ（浜田のモノマネで知られる女性芸人）を浜田の代わりに待機させている。ハリウリサは「ターゲット」が「緊急呼び出し」を受けてからの時間（タイム）をストップウォッチで計測しているため、クイズでは、「ターゲット」が「浜田の楽屋」でハリウリサに「タイム」を告げられるまでの時間を予想。「芸能人ハプニング対応力検定」シリーズと同じく、「1位」か「ビリ」のいずれか一方を的中させた場合には的中者1名につき20ポイント、両方とも的中させた場合には的中者1名につき50ポイントを所属のチームに加算している。
ちなみに、「ベテランチーム」か「ルーキーチーム」のメンバーが「ターゲット」にされた隠し撮りの映像からクイズを出題する場合には、このクイズに限って該当者を解答に参加させていない。

### ゴールデンタイム編で過去に放送されていた企画

#### 2021年の企画
ドッキリ映像からのクイズ
芸能人に対して「ドッキリ」（微弱電流、落とし穴、タンデムスカイダイビングなど）を仕掛けた映像だけを手掛かりに、その人物が仕掛けや演出をスタッフから知らされたうえでリアクションを示していた（「オオカミ少年」）かどうかを当てさせるクイズ。何も知らされないまま「ドッキリ」に引っ掛かった著名人の映像を流した後に、別の著名人が同じ「ドッキリ」に直面した映像からクイズを出すこともある。
オオカミ少年はどこだ!?→○○（ロケ先の地名や店舗の業態名）でかくれんぼ!
3人以上の著名人を街頭や店舗の中で擬態させたロケ映像から、隠れている場所を答えさせる早押しクイズ。回答のタイミングに関係なく、正解したチームに与えるポイントの数を、難易度（見付けにくさ）に応じて3つの段階に分けている。
長谷川雅紀（錦鯉）を頻繁に紛れ込ませていることが特徴で、芸人や俳優がロケ先の店員や一般客に変装することもある。なお、難易度が最も高い擬態（放送上の呼称は「激ムズ」）をどのチームも見抜けなかった場合には、ズームの調整などによって難易度を下げた映像から改めて出題する。
オオカミ漫才マスクマン
『炎の体育会TV』（当時土曜日に19時台で放送）における「マスクマン」（小中学生や著名人が覆面をかぶった新旧の一流アスリートと対決するロケ企画）シリーズに範を得た演出で、覆面をかぶせた人物（マスクマン）を1名交えながら漫才コンビ（またはトリオ）が持ちネタを披露した映像から、マスクマンが「ホント」（本来のメンバー）か「オオカミ少年」（ネタを完全に真似ているだけの著名人）かを推測させるクイズ。
極限!キセキ映像
「『奇跡の一瞬』を動画で撮影できるまで帰れない」という名目で著名人やアスリートを参加させたロケ映像から、その人物が「奇跡」の芸当や記録を実現させたのかどうかを当てさせるクイズ。ロケ中には実現できなかった「奇跡」を、CG合成で再現させた映像から出題することもある。
オオカミヒーローインタビュー
「番組側で指定したチャレンジに成功した」という著名人を「ヒーロー」に見立て、TBSテレビの男性アナウンサーがインタビューを実施した映像から、「成功した」という著名人のコメントが「ホント」か「オオカミ少年」かを見抜かせるクイズ。著名人が女性や夫妻の場合でも放送上は「ヒーロー」と称している。チャレンジの前に収録したインタビュー映像から出題することもある。
オオカミ○○リポート→オオカミ少年的　お前はまだ○○を知らない
「あるエリア（○○）の観光情報を紹介する」という名目で、当該エリアと縁の深い著名人がリポーターを務めた取材映像から出題されるクイズ。取材エリアでの特産品、御当地グルメ、名所、風習、独特のサービスなどをテーマにリポーターが紹介した情報から数題出したうえで、「ホント」か「ウソ情報」を1題ごとに見分けさせる。他のエリアでは「ホント」に当たる情報や、かつて実用化が試みられたサービス・商品化が試みられた飲食物に関する情報も「ウソ情報」に紛れ込ませていることが特徴。
どっちが足ツボをされている!
お笑いコンビが同じアクティビティ（遊園地の2人掛け遊具への搭乗など）を体験した映像やコンビで漫才を披露した映像から、「よなみね先生」（「日本一痛く足のツボを押すマッサージ師」としてバラエティ番組へ頻繁に登場している與那嶺茂人）からのマッサージに耐えているメンバー（1名）を、表情だけで見抜かせる二者択一式のクイズ。芸風が似ている芸人2名や、TBSテレビ制作のドラマ・映画で共演している芸人（または俳優）2名が出題に協力することもある。
白衣姿の與那嶺が出題VTRへ写らないように芸人が座る席の下などから身体を折り曲げながらターゲットの芸人へマッサージを仕掛けていることが特徴で、正解VTRではマッサージ中の体勢も明かされている。2021年12月3日放送分からは、與那嶺を解答パートに迎えてのスタジオバージョンも収録。浜田から指名された解答者2名がステージで同じ動きを示している姿から、前面を布で覆った机の下で與那嶺からのマッサージを受けている1名を、他の解答者に推測させている。
TBSテレビが制作する連続ドラマや派生作品からの全面協力で出題
メインキャスト（主演者）が「『（作品名）』も『オオカミ少年』に参戦します」と宣言した映像を冒頭に流すことが特徴。当初は、スペシャル放送限定で出題されていた。ドラマのキャスト（出演者）が撮影中にわざとNGを出したシーンを収録した映像（「オオカミ少年」）を実際（「ホント」）のNG映像に紛れ込ませたうえで、「ホント」か「オオカミ少年」かを見抜かせるクイズ。放送上は、「撮影現場で自然に出たNGの未公開映像（初出しNG）を数シーン流した後に出題映像へ切り替える」というパターンで全ての作品の映像を流し終えた後に、「（クイズのために）ウソのNG（映像）を作った『オオカミ少年』なのはどのドラマか?」という問題を出している。
オオカミマジシャン
「天才」と称されるマジシャンがメインキャストに対してマジックを仕掛けた映像から、そのキャストが初見でマジックを仕掛けられていた（「ホント」）か、収録前に「タネ」まで見ているのに収録中に驚いた（または掛かった）振りをしている（「オオカミ少年」）かを見破らせるクイズ。ヒントになり得る映像を「見破りポイント」として流していることが特徴で、2人のキャストに異なるマジックを仕掛けながら、そのうちの1人が「オオカミ少年」を演じている映像から出題することもある。
密着!オオカミ警察
ドラマのキャストが映像で語ったり披露したりしている特技・習慣・癖が、「ホント」か「オオカミ少年」かを見分けさせる二者択一式のクイズ。2021年10月8日放送分のスペシャル版からは「密着!オオカミ警察」というタイトルが付けられ、「『オオカミ警察署の署員』に扮したお笑い芸人（ハリセンボン・近藤春菜、ロッチ・コカドケンタロウ、とにかく明るい安村など）が撮影現場でのパトロール中に『不審者』（キャスト）を突き止める」との設定が加わった。
歌うま外国人オオカミカーテンショー
日本語の歌詞が付いたヒット曲をカラオケで上手に歌える外国人（放送上の呼称は「歌うま外国人」）にスタジオのステージで十八番の曲を途中まで歌わせてから、その曲を実際に肉声で歌っているかどうかを、スタジオで同席する解答者に当てさせるクイズ。解答が出揃ったところで、「歌うま外国人」が続きを歌うことによって正解を明かす。「オオカミ少年」（口パク）の場合には、原曲とは関係のない著名な歌手（いわゆる「大御所」やカヴァーソングを多く発表している歌手など）が声を当てていて、「歌うま外国人」の背後か横からステージへ登場している。
オオカミ商品を見抜け!スター自宅お届けもの
解答パートを収録中のスタジオと「スター」（大物芸能人）の自宅を中継でつなぎながら、中継の最中に「スター」の下へ届けられた複数の「お届けもの」（商品）から、実際に注文していない1種類の商品（オオカミ商品）を、梱包を開けてから「お届けもの」を試用するまでの「スター」のリアクションだけで見抜かせるクイズ。「スター」には「オオカミ商品」を本当に欲しかったかのようなリアクションを求めていて、「オオカミ商品」を的中させたチームが1つでも出た場合には、その物品を自費で買い取らせる。
オオカミカーテンショー
ハリウッドザコシショウ（通称「ザコシ」）が、「代表者」を笑わせる目的で、他の解答者から見えないように登場するクイズ。「代表者」をステージに立たせたうえで、「代表者」が（他の解答者から見えない位置で）目にしているのが鏡に写った自分の姿（または箱に入った動物の子ども）かザコシかどうかを、「代表者」のリアクションから見抜かせる。リアクション中のリプレー映像を通じて正解を発表。
ウソつき!二枚舌ディナー
「代表者」がターンテーブルの前に座って食事に臨んでいる姿から、実際に食べている料理が名店で出されている高級料理なのか、単価5円で売られている茹でもやしなのかを他の解答者に当てさせる。
ザコシカラオケ
当初は『オオカミカーテンショー』シリーズとして放送していたが、後に『笑い我慢カラオケ』（2021年12月からは『ザコシカラオケ』と名称変更）として独立。「代表者」にカラオケで十八番の曲を熱唱させたうえで、歌唱中に見ているモニターからザコシが写っている映像（または普通の歌詞映像）が流れているかどうかを、「代表者」の表情や歌いっぷりから他の解答者に推測させる。歌唱中のリプレー映像を通じて正解を発表。スペシャル版では、大物のアーティストや「歌がうまい」と評判の素人をゲストに迎えて、「代表者」と同じ条件でカラオケでの歌唱に臨ませることがある。
どれから食べるの?ダービー
番組側で用意したメニューや弁当から、著名人（TBSテレビが制作するドラマ・映画の出演者など）がロケ中に自分で選んだ5種類の料理や食材を対象に、その5品を食べた順番（放送上の呼称は「食べ順」）をいわゆる「5連単」方式で予想させるクイズ。2022年1月28日の2時間スペシャルから放送されていて、複数の芸能人によるロケ映像から1人ずつ出題されているほか、浜田が「～品目、出走します!」との決め台詞を入れてからその映像を流す。
「食べ順」が5品とも的中する（「パーフェクト」の）確率は120分の1で、「パーフェクト」を達成させたチームには賞金10万円をプレゼント。的中数が3品以下の場合にも、品数に応じた賞金（1品の場合には100円）が出る。その一方で、全く的中しなかったチームのメンバーには、5品分の代金を自腹で負担させることになっている。放送上は視聴者に向けて、「食べ順」を見分けるポイントを随時紹介している。2022年4月8日の2時間スペシャルからは、出題に関与した制作・美術スタッフも出題者と同じメニュー・弁当・サービスを収録の前後に摂取・利用していることを踏まえて、スタッフ全員分の代金を「自腹」の範囲に追加。
ダービー5
『どれから食べるの?ダービー』からの派生企画で、「食べ順」以外で「5」にちなんだ順番（「5人の著名人がメイクアップを自力で速く完成させる順番」など）をチーム単位で予想。『どれから食べるの?ダービー』と同じく、予想が全く的中しなかったチームのメンバーには、「出題用のロケに関する経費や代金の全額を自腹で負担させる」という条件を付けている。
当初から『どれから食べるの?ダービー』と並行しながら放送されていたが、2022年6月3日のレギュラー版から『ダービー5』との総称を使用。前述した「ドッキリ企画」の要素を盛り込むことも多く、大声を張り上げる芸が持ち味のおいでやす小田に5種類の「ドッキリ」を仕掛けたうえで、小田が「ドッキリ」に引っ掛かった際に発した声量（デシベル）の大きい順を「ドッキリ」単位で予想させるクイズが頻繁に組み込まれていた。
ちなみに、2024年10月から放送されている『芸能界!スゴいぞ大検定』では、「隠し撮り方式などのロケ映像に基づく順番当てクイズ」という要素を『ダービー5』から事実上引き継いでいる。

#### 有言実行!できる言うたやん
著名人が公表している「特技」を本人が公の場で再現する可能性に焦点を当てた企画で、2022年1月28日のスペシャルから放送。番組側で3 - 5段階の難易度ごとに課題を設定したうえで、その課題にスタジオかロケで挑戦させる。
企画タイトルの「できる言うたやん」は、「『～できる』と言ったじゃないか?」というニュアンスの関西弁で、浜田の口癖に由来。課題に挑戦する著名人（放送上は「有言実行人」と総称）が全ての難易度の課題を達成した場合にのみ、番組側で「有言実行」と認定するほか、「有言実行人」からのリクエストに応じて豪華な賞品を贈呈する。
この企画にはクイズが組み込まれていないが、スタジオ収録に参加している芸能人も課題へのチャレンジを見届けているほか、一部の人物は「有言実行人」としてスタジオで『マジックミラーカラオケ』などのチャレンジに臨んでいる。
第2回（2022年2月18日放送分のスペシャル版）からは、『マジックミラーカラオケ』などのチャレンジ企画をスタジオで収録する場合に、同席する芸能人1名につき「ブラボーボタン」（「有言実行人」のチャレンジを「素晴らしい」と感じた時に押せるボタン）を1個設置。「ブラボーボタン」が1回押されるたびに「有言実行人」へ100円分の賞金が自動的に加算される。このような仕組みが導入されたことによって、「有言実行人」が全てのチャレンジを成功させた場合には、「ブラボーボタン」が押された回数に100円を乗じた金額の賞金を希望の賞品と一緒に受け取れるようになった。
「有言実行人」がイメージキャラクターや観光大使などの仕事を通じて造詣を深めているはずの飲食物（○○）を対象に「利き○○」（複数の飲食物からスタジオでの試食や試飲を通じて○○の実物や種類を見抜かせるチャレンジ企画）を実施する場合には、○○に関係する人物（イメージキャラクターとして契約している企業や観光大使の職を委嘱している自治体の広報担当者など）をスタジオやリモート方式で「利き○○」に随時立ち会わせている。
TBSテレビ系列における2022年1 - 3月期連続ドラマ最終回のPRを兼ねて、同年3月18日に放送された2時間スペシャルからは、「芸人ザコシvs俳優」という派生企画もスタート。「有言実行人」としてスタジオへ登場した「俳優」（連続ドラマのキャスト）に3段階の課題を課したうえで、目の前でハリウッドザコシショウが繰り広げる数々のギャグを一切笑わないまま、全ての課題を達成できた場合に「有言実行」と認定している。
スタジオ収録の前にロケを実施するチャレンジ企画（「激せま車庫入れ」など）については、2022年6月3日のレギュラー版から、前述したクイズ企画の要素を加味。段階ごとの結果（「成功」か「失敗」）をチーム単位で予想させたうえで、全ての段階で予想を的中させたチームに、『どれから食べるの?ダービー』シリーズと同額の賞金（10万円）を出すようになった。

#### 芸能界常識クイズ ソクオチ
4人1組でチームを構成したうえで、4つのチームが賞金（100万円）を賭けて争うクイズ企画。複数の選択肢から1つを選ばせるクイズだけで構成されていて、1つのチームから順番に1人ずつ解答する。当番組ではこの企画のために、落とし穴と一体になった解答ステージを中心に、3層構成のセットを収録スタジオに新設した。
このセットには、テレビカメラへ面した部分に窓を入れた落とし穴を最下層（1階部分）、落とし穴への扉（観音開き方式）を床面に組み込んだ解答ステージと進行用のスペースを中間層（2階部分）、解答者の待機席（1チームにつき4人分）を最上層（3階部分）に設置。進行スペースのテーブルには落とし穴への扉を自動で開くためのボタンが4個あり、、基本として誤答者が出るたびに浜田が押すようになっている。また、紫、黄緑、青、黄といった色をチームごとに「チームカラー」として割り当てていて、落とし穴と一体になった解答ステージや、落とし穴への扉を開くためのボタンもこのようなチームカラーで塗り分けられている。
いずれのクイズでも、解答者は「正解」と思う選択肢の札やフリップを手にしながら、解答ステージ（落とし穴への扉）の上に立って浜田からの正解発表を待つ。不正解の場合には、浜田が該当するチームの色のボタンを押すことによって、誤答者を「ソクオチ」（落とし穴へ即落と）させることになっている。収録ではこのような「ソクオチ」が頻繁に繰り返されることから、落とし穴には安全性へ最大限配慮すべく、深さ約2.7メートルの穴に緩衝材（立方体のウレタンスポンジ）を積み上げている。
クイズは基本として「ファーストステージ」「セカンドステージ」「ファイナルステージ」の3ステージ制で構成されているが、「セカンド」と「ファイナル」の間に「サードステージ」をはさんだ4ステージ制で収録することもある。3ステージ制の場合には「セカンド」まで、4ステージ制の場合には「サード」までのステージで、正解のたびにポイントをチーム単位で付与。「セカンドステージ」の最終問題までに獲得したポイントの総数が最も多いチームだけが、「ファイナルステージ」へ進出できる。その一方で、「ソクオチ」の目に遭った解答者は、誤答後に同じステージ内で出題されるクイズへの解答権を喪失。「全員ソクオチ」のチームでは、最後まで残ったメンバーが「ソクオチ」に遭った時点で、以降の問題に参加できない。
ファーストステージ「2択でスピードソクオチ」
各チームから解答者を1名ずつ出させたうえで、二択（「A」か「B」）式のクイズを、矢継ぎ早に複数問出題。クイズには、「第1期」に放送された企画の流れを汲む問題（ある楽曲に対する2種類の歌唱音源からオリジナルの歌手による歌唱音源を選ばせる問題など）も適宜盛り込んでいる。
解答者がクイズへ1問正解するたびに、所属するチームへ1ポイントを付与。解答者には、同じチームの他のメンバーとの相談を禁止したうえで、「A」か「B」の札を1問につき10秒以内で上げることを求めている。このため、10秒以内にいずれかの札を上げられなかった場合にも「ソクオチ」の対象になっている。
前述した進行用スペースのテーブルには、赤色のボタンも1個設置。全チームが正解した場合には、浜田がこのボタンを押すことによって、落とし穴への全ての扉にロックが掛かるようになっている。第1回の収録では、ボタンの操作を浜田だけに委ねていたため、解答者がクイズに正解していても（赤以外の色のボタンの誤押下や浜田の悪戯によって）「ソクオチ」の目に遭わされるシーンが少なからずあった。この事態を受けて、第2回（2022年10月28日放送分）以降の収録では、「ファーストステージ」に限って（映像には写っていない）番組スタッフが落とし穴への扉を操作。また、収録の前に一般人へ出題していたクイズだけで構成するようになったことから、出題のたびに「一般正解率」をパーセント（%）で表示している。
セカンドステージ「間違った選択肢を選んだらソクオチ」
1つのテーマに関連する5つ以上の選択肢から、「正解」を記したフリップを選ばせるクイズ。（当該回の解答者を含む）芸能人に関する番組独自のアンケート結果からランキング形式のクイズ（アンケートクイズ）を出題する場合には、テーマに応じたアンケート協力者（「小学生」や「TBSテレビの他番組へ従事する制作スタッフ」など）からの回答の比率が上位（4位まで）の選択肢が記されたフリップを選ぶことを「正解」とみなしている。
いずれのクイズでも、解答者が1問正解するたびに、所属するチームへ1ポイントを付与。もっとも、選択肢には「間違い」（アンケートクイズでは5位以下の選択肢）を少なくとも1つ紛れ込ませていて、その選択肢のフリップを手にした場合には「ソクオチ」の対象になる。
クイズの解答に際しては、「ファーストステージ」で獲得したポイントが最も少ないチームからフリップを1枚ずつ選ばせている。解答者には、フリップを選ぶ前に、同じメンバーの他のメンバーと相談することを認めている。ただし、他のチームと同じフリップを選べないように構成しているため、順番の遅いチームの解答者が「間違い」（アンケートクイズでは5位以下の選択肢）を記したフリップを自動的に持たされることもある。
サードステージ
正解のタイミングに応じて所属チームに大量のポイントが入る「ボーナスステージ」として、第2回から追加。早押しクイズを、チームごとに1問だけ出題する。「ファーストステージ」でのクイズと同じく、収録の前に一般人へ出題済みのクイズだけで構成しているため、出題のたびに「一般正解率」を％で表示。解答者1人につき1回だけ解答を認めていて、VTRが流れている間（100秒以内）に正解すれば、残りの秒数分のポイントが所属チームに加算される。逆に、100秒以内に出した答えが誤っている場合や、VTRが流れている間に解答できなかった場合には「ソクオチ」の対象になっている。メンバー全員が100秒以内に誤答したチームには、最後まで残ったメンバーが「ソクオチ」の時点で出題を打ち切る。
ファイナルステージ：「4人連続正解で100万円　ソクオチファイナルステージ」
3ステージ制の場合には「セカンドステージ」、4ステージ制の場合には「サードステージ」の最終問題までに獲得したポイントが最も多いチームのメンバー1人に、四者択一式のクイズを1問ずつ（全4問）出題。正解するたびに、所属するチームへ以下の賞金を贈呈するようになっている。ただし、最終問題までに誤答した場合には、その時点でステージを終了。
- 最初の解答者が第1問に正解した場合：1万円
- 第1問から2者連続で正解した場合：5万円
- 第1問から3者連続で正解した場合：10万円
- 第1問から4者連続で正解した場合：100万円（最高額）

2022年11月、当企画の収録中に事故（後述）が発生したため、事実上打ち切られた。

## 出演者

### MC
- 浜田雅功（ダウンタウン）

### 進行
いずれも、担当期間中はTBSテレビのアナウンサー。
- 豊田綾乃（初代アシスタント） 
  - 深夜編のみ担当。黒縁のメガネをかけていた。
- 日比麻音子（第2代アシスタント）
  - 2020年の特別番組から担当。特別番組時代には、他に担当するテレビ番組と違って、黒縁のメガネをかけていた。ゴールデンタイム編に入ってからは、2021年12月3日放送分のレギュラー版まで[23]、オオカミの耳をかたどったカチューシャを着用しながら進行[24][注 8]。
  - 金曜分を当番組の前枠で放送している『Nスタ』（JNN向けの全国ニュースを含めた報道・情報番組）の平日版では、2021年10月から毎週月・火曜日にニュースプレゼンターを担当。2023年1月6日から「金曜キャスター」（毎週金曜日の総合司会）を兼務した後に、同年の3月最終週から金曜日の総合司会→メインキャスター[注 9]を任されているが、当番組の収録にも引き続き参加している。以上の事情から、関東地方（TBSテレビの放送対象地域）向けの放送には、2023年の初回（1月13日）以降『Nスタ』の金曜分から2番組連続で登場[注 10]。その一方で、ゴールデンタイム編が回を重ねるにつれて、氏名・役割紹介のテロップが割愛されるようになっている。
  - 基本としてスタジオで収録される企画を進行しているが、2022年4月8日放送分の2時間スペシャル版では、『有言実行!できる言うたやん』の一部のロケにも「見届け人」として出演していた。『出張　ハマダ歌謡祭』でも、第2弾からロケに同行。他のスタジオ出演者に対する以下のクイズ企画で、（最後に趣旨を明かされる）隠し撮り方式での出題VTRのロケへ「芸能人」と同じ扱いで参加したこともある。

### レギュラー出演者
- ジェシー
- 田中樹
  - いずれもSixTONESのメンバーで、ゴールデンタイム編から出演[25]。
  - 田中は1995年・ジェシーは1996年に生まれていたため、『ハマダ歌謡祭』では、2人とも基本として「ベテランチーム」に参加。ただし、2人とも「ルーキーチーム」へ参加する場合や、相対するチームへ1人ずつ参加する場合もある。
  - 2023年8月4日放送分の『ハマダ歌謡祭』では、ジェシーが体調不良を理由に収録への参加を見合わせたことを受けて、宮近海斗（Travis Japan）が「助っ人」として「ベテランチーム」に入った。ジェシーは8月25日放送分の『ハマダ歌謡祭』（いずれもレギュラー版）の収録にも参加しなかったが、この収録には「助っ人」を迎えず、田中だけが登場した。

### レギュラー以外の常連解答者
「出生年が2000年」という本来のチーム区分に沿って、出演の頻度が高いメンバーを抜粋。☆印を付けた人物はチームリーダー経験者で、★印の人物は『年の差バトルバス』のロケ、◎印の人物は『出張　ハマダ歌謡祭』のロケにも参加している。
ベテラン世代
△印は回によってはルーキー世代として出演する場合あり。
- 浅香唯
- 阿佐ヶ谷姉妹

- 木村美穂
- 渡辺江里子

- アンミカ☆◎
- 王林
- 小杉竜一（ブラックマヨネーズ）
- 後藤真希
- 近藤春菜（ハリセンボン）
- せいや◎（霜降り明星）
- 城田優
- 武田鉄矢☆
- 堂珍嘉邦（CHEMISTRY）
- Dream Ami
- 野呂佳代◎
- 日向坂46（メンバーよってはルーキー世代に入るケースもある）
- 藤原紀香☆
- ミラクルひかる
- May J.
- ももいろクローバーZ

- 佐々木彩夏
- 高城れに
- 玉井詩織△
- 百田夏菜子

- 森口博子☆
- 山里亮太◎☆（南海キャンディーズ）
- 龍玄とし
- 渡辺翔太（Snow Man）

ルーキー世代
- 石橋陽彩 - 放送上の肩書は「ディズニー歌手」
- 岩崎大昇（KEY TO LIT）
- 岡田結実☆
- 小川桜花（Girls2）
- 小栗有以（AKB48）
- おじゃす★◎（TikToker）
- 櫻井優衣（FRUITS ZIPPER）
- 佐野晶哉（Aぇ!group）
- 清水美依紗- 放送上の肩書は「ディズニー歌手」
- 鈴木福
- 田中あいみ 
- 濱田龍臣☆
- 本田紗来
- 本田仁美☆★
- 村山輝星
- 山﨑玲奈
- ゆうちゃみ☆
- よよよちゃん

### ナレーター
- 永井一郎（深夜編）
- 山本圭子（深夜編）
- 服部伴蔵門（2020年の特別番組から担当）
- バッキー木場（ゴールデンタイム編の2022年1月28日から担当）
- 内田真礼（『ハマダ歌謡祭』限定で担当）
- 日比麻音子（『ハマダ歌謡祭』の進行の一環で楽曲タイトルなどの紹介を担当）
- 津野まさい（ゴールデンタイム編の『年の差バトルバス』限定で担当）
- 立木文彦 （ゴールデンタイム編の『ハマダグルメデスゲーム！』限定で担当）

### 実況
- 赤荻歩（TBSテレビアナウンサー、ゴールデンタイム編の第2期）
  - 『有言実行　できる言うたやん』内のロケ企画（「激せま車庫入れ」など）や『ダービー5』の一部で担当。ゴールデンタイム編のロケ企画では、赤荻以外の男性アナウンサー（現役のスポーツアナウンサーでもある小笠原亘・伊藤隆佑など）も、『有言実行!できる言うたやん』における日比の「見届け人」（前述）と同様の役割で進行・インタビュアー・ロケ先での実況を随時担当している。
- 杉山真也（同上）
  - 『芸能界!スゴいぞ大検定』のロケVTRで担当。
- 清野茂樹（ホリプロ所属のフリーアナウンサー、ゴールデンタイム編の第2期） 
  - 『ダービー5』で主に「着ぐるみダービー」を担当。

### 備考
- ゴールデンタイム編では、浜田が収録への参加を見合わせた回で、以下の人物をMC代理に立てている。
  - 2022年4月22日放送分では、当該回のスタジオ収録の時点で浜田に「新型コロナウイルス感染者との濃厚接触」の可能性があったこと（放送上は「濃厚接触による休演」扱い）により、浜田本人からの指名[36]によってジェシーと田中が代理MCを務めた。。
  - 2023年1月13日放送分では、体調不良を理由に浜田が欠席。田中に加えて、ゴールデンタイム編にゲスト解答者として出演する機会の多い近藤春菜（ハリセンボン）をMC代理に起用。ジェシーはMCは任されず、小杉竜一（ブラックマヨネーズ）とのペアによる「SixTONESチーム」でクイズに参加した[37]。
  - 2023年2月10日放送分も浜田が体調不良を理由に休んだため、山里亮太（南海キャンディーズ）を単独でMCの代理に起用。山里によれば「収録が始まる3時間前に、スタッフから代演のオファーを受けた」とのこと[38]。ジェシー・田中・近藤は「ベテランチーム」で参加した。
  - 一時休養[39]中に収録された、2025年4月25日放送の回の代理MCは東野幸治[40]。
  - また、日比は、2022年1月21日に新型コロナウイルスへ感染していることを公表[41]。『Nスタ』では発表以降、体調不良を理由に生放送への出演を見合わせていたが、当番組については、PCR検査の受診前に収録した前月に収録へ参加していた収録分を当初の予定どおりに放送。このような事情から、同日の放送に際しては、「1月上旬に収録」との字幕がオープニングの紹介映像に添えられた。
- ゴールデンタイム編の「ソクオチ」には、第1回・第2回を通じて、篠原梨菜（日比の後輩アナウンサー）が「アナウンサーチーム」のメンバーとして参加していた（他のメンバーはいずれもフリーアナウンサー）。
- ハマダ歌謡祭の常連解答者であるおじゃすは、2024年に「ハマダ歌謡祭」と並行しながら、同年1 - 3月に「日曜劇場」枠で放送の連続ドラマ『さよならマエストロ〜父と私のアパッシオナート〜』に「俳優」（津田寛治・LiLiCoが扮する夫婦の娘役）としてレギュラー出演[42]。「ハマダ歌謡祭」の2024年1月12日放送分では、おじゃすが「ハマダ歌謡祭」で歌っている姿を『さよならマエストロ』の担当プロデューサーが見ていたことが、おじゃす起用の決め手になったことを日比が紹介していた。

## スタジオ収録中の事故と番組側の対応
2022年11月24日（木曜日）に行われた『ソクオチ』3回目の収録で、ゲスト解答者として参加していた松本伊代がクイズの不正解に伴う「ソクオチ」の衝撃で腰椎を圧迫骨折する事故が発生。収録後に、3ヶ月程度の加療を要することが病院の診断で判明した。
『ソクオチ』第3回の放送日は収録日（11月24日）の時点で公表されていなかったが、収録の2日後（26日）に松本への診断結果が判明したことを受けて、TBSテレビでは骨折に至るまでの経緯、松本を初めとする関係者への謝罪文、「今後の制作に際して安全管理をさらに徹底する」という趣旨のコメントを発表した。なお、収録の翌日（25日）は当番組の放送日であったが、当日は24日以前に収録済みの『ハマダ歌謡祭』を当初からの予定に沿って編成。
特別番組時代からTBSテレビの代表取締役社長を務める佐々木卓も、11月30日（水曜日）の定例記者会見で上記の事故に言及。「出演者（松本）が（『ソクオチ』の収録中に）怪我をしたことをとても重く受け止めている」として、松本への謝意と収録での安全管理を徹底させる姿勢を改めて示した。
松本は診断後に病院へ入っていたが、2022年12月末の退院を経て、自宅での療養に専念。事故の発生から4ヶ月半後の2023年4月4日に、かねてから火曜日のレギュラー陣に名を連ねている『ごきげんライフスタイル　よ～いドン!』（関西テレビが平日の午前中に制作している関西ローカル向けの生放送番組）へのスタジオ出演によって芸能活動を再開した。
当番組の放送自体は2022年12月以降も続けられ、2022年内は12月2日に当初から組まれていたレギュラー版・同月16日に収録中に該当事故が起こった『昭和&平成アーカイブ祭!』をスペシャル版で編成した。後者の放送に際しては、「ソクオチ」の要素を編集作業で排除している。

## ネット局
「ゴールデンタイム編」（金曜日のレギュラー放送時代）
| 放送対象地域   | 放送局                    | 系列    | 放送時間（JST）    | 備考・脚注 |
| -------------- | ------------------------- | ------- | ------------------ | ---------- |
| 関東広域圏     | TBSテレビ（TBS）          | TBS系列 | 金曜 19:00 - 20:00 | 【制作局】 |
| 北海道         | 北海道放送（HBC）         | TBS系列 | 金曜 19:00 - 20:00 | 同時ネット |
| 青森県         | 青森テレビ（ATV）         | TBS系列 | 金曜 19:00 - 20:00 | 同時ネット |
| 岩手県         | IBC岩手放送（IBC）        | TBS系列 | 金曜 19:00 - 20:00 | 同時ネット |
| 宮城県         | 東北放送（tbc）           | TBS系列 | 金曜 19:00 - 20:00 | 同時ネット |
| 山形県         | テレビユー山形（TUY）     | TBS系列 | 金曜 19:00 - 20:00 | 同時ネット |
| 福島県         | テレビユー福島（TUF）     | TBS系列 | 金曜 19:00 - 20:00 | 同時ネット |
| 山梨県         | テレビ山梨（UTY）         | TBS系列 | 金曜 19:00 - 20:00 | 同時ネット |
| 長野県         | 信越放送（SBC）           | TBS系列 | 金曜 19:00 - 20:00 | 同時ネット |
| 新潟県         | 新潟放送（BSN）           | TBS系列 | 金曜 19:00 - 20:00 | 同時ネット |
| 静岡県         | 静岡放送（SBS）           | TBS系列 | 金曜 19:00 - 20:00 | 同時ネット |
| 富山県         | チューリップテレビ（TUT） | TBS系列 | 金曜 19:00 - 20:00 | 同時ネット |
| 石川県         | 北陸放送（MRO）           | TBS系列 | 金曜 19:00 - 20:00 | 同時ネット |
| 中京広域圏     | CBCテレビ（CBC）          | TBS系列 | 金曜 19:00 - 20:00 | 同時ネット |
| 近畿広域圏     | 毎日放送（MBS）           | TBS系列 | 金曜 19:00 - 20:00 | 同時ネット |
| 鳥取県・島根県 | 山陰放送（BSS）           | TBS系列 | 金曜 19:00 - 20:00 | 同時ネット |
| 岡山県・香川県 | RSK山陽放送（RSK）        | TBS系列 | 金曜 19:00 - 20:00 | 同時ネット |
| 広島県         | 中国放送（RCC）           | TBS系列 | 金曜 19:00 - 20:00 | 同時ネット |
| 山口県         | テレビ山口（tys）         | TBS系列 | 金曜 19:00 - 20:00 | 同時ネット |
| 愛媛県         | あいテレビ（itv）         | TBS系列 | 金曜 19:00 - 20:00 | 同時ネット |
| 高知県         | テレビ高知（KUTV）        | TBS系列 | 金曜 19:00 - 20:00 | 同時ネット |
| 福岡県         | RKB毎日放送（RKB）        | TBS系列 | 金曜 19:00 - 20:00 | 同時ネット |
| 長崎県         | 長崎放送（NBC）           | TBS系列 | 金曜 19:00 - 20:00 | 同時ネット |
| 熊本県         | 熊本放送（RKK）           | TBS系列 | 金曜 19:00 - 20:00 | 同時ネット |
| 大分県         | 大分放送（OBS）           | TBS系列 | 金曜 19:00 - 20:00 | 同時ネット |
| 宮崎県         | 宮崎放送（mrt）           | TBS系列 | 金曜 19:00 - 20:00 | 同時ネット |
| 鹿児島県       | 南日本放送（MBC）         | TBS系列 | 金曜 19:00 - 20:00 | 同時ネット |
| 沖縄県         | 琉球放送（RBC）           | TBS系列 | 金曜 19:00 - 20:00 | 同時ネット |

### 備考
TBSテレビでは、2024年9月23日（月曜日・秋分の日の振替休日）から10月18日（金曜日）までの4週間のうち、平日の夕方から「TBSバラエティ　ハッピーアワー」（前述した「TBSバラエティ　夏のハッピーアワー」の第2弾）を展開。通常は18:15 - 19:00の時間帯に設定されている『Nスタ』平日版の関東ローカルパートを18:30で切り上げる一方で、（特別番組や毎日放送制作の『プレバト!!』を含む）バラエティ番組を18:30から放送している。当番組からは、9月27日放送分のレギュラー版（「ハマダ歌謡祭　秋の恋愛ソングスペシャル」）と10月4日放送分のスペシャル版（「ハマダ歌謡祭　秋の150分スペシャル」として21:00まで編成）が「ハッピーアワー」の対象に含まれているが、両日ともTBSのみ18:30から先行放送。他のネット局（全23局）では、通常の『Nスタ』関東ローカルパートの時間帯に自主編成（ローカルニュースやローカルスポンサー付き番組などの放送）を優先する関係で、19:00からの飛び乗り方式（10月4日には120分枠）で放送していた。

## インターネット向けの動画配信
| 配信元 | 更新日時             | 配信期間 | 備考                                             |
| ------ | -------------------- | -------- | ------------------------------------------------ |
| Paravi | 金曜日の本放送終了後 | 無制限   | 第2シリーズから過去の放送回を 定額制見放題で配信 |
| TVer   | 金曜日の本放送終了後 | 7日間    | 最新回限定で無料配信                             |

放送中に流れる動画配信の紹介映像には、レギュラー解答者の田中樹とジェシーのみが登場している。TVerでは、2022年4月22日放送分のレギュラー版からリアルタイム配信も実施。Paraviについては、U-NEXTとのレーベル統合（2023年6月30日）を機に、U-NEXT（統合を機に新設された「Paraviコーナー」）からの配信に移行している。
過去に放送された他番組のアーカイブ映像やアーティストの歌唱・演奏映像を使用していた回の動画を配信する場合には、当該映像を「都合により配信できません」という字幕付きの静止画に差し替えている。このような映像を含めた動画の配信が、放送局、新聞社、雜誌などの出版社、撮影者、製作会社の著作権、タレントの所属事務所、共演者などの肖像権との兼ね合いで、法律上「著作物の二次利用」とみなされることによる。『ハマダ歌謡祭』で随時放送されている「TBSドラマ主題歌イントロクイズ」はその典型で、「正解」（主題歌を起用したドラマ）の映像をTBS（テレビ）が著作権を保有していても一切配信できないことから、「映像に収められてる出演者（キャスト）の台詞を字幕で表示する」「メインキャストの似顔絵を写真代わりに挿入する」といった措置を放送でも配信でも施している。

## スタッフ

### 「深夜編」
- 構成：御影屋聖、松井洋介/大井洋一、松本真一、相澤のぼる、くらなり、柳しゅうへい、武田郁之輔、寺田智和、川上テッペイ、大塚博信
- TM：中澤健
- TD：鳥井隆
- カメラマン：中野真悟
- VE：江川英男
- 照明：近藤明人
- 音声：森和哉
- ロケ技術：東通
- 美術プロデューサー：山口智広
- 美術制作：羽田一成
- 装置：尻無浜宏人
- 大道具操作：石塚実
- 装飾：後藤千鶴
- 電飾：コバケン
- メカシステム：庄子泰広
- 持道具：貞中照美
- 衣裳：軽石真央
- ヘアメイク：牧瀬典子（浜田雅功担当）、アートメイク・トキ
- 編集：梶村昌彦、手塚貴幸
- MA：岩下順
- 音効：石川良則
- CG：笠島久嗣
- イラスト：渡辺ハルコ
- TK：伊藤佳加
- デスク：玉川宏実
- AP：鈴木愛子、熊坂朋美
- ディレクター：斉藤崇、高橋智大、伊豆原聡、井上整、酒井甚哉、塩谷泰孝
- 演出：坂本義幸
- プロデューサー：櫟本憲勝/森口尚（吉本興業）
- CP：戸髙正啓
- スタッフ協力：バックアップメディア、極東電視台、NAVI（すべて表示無し）
- 制作協力：吉本興業
- 制作：TBSテレビ
- 製作著作：TBS

### 特別番組以降
「ゴールデンタイム編」（「ゴールデンタイム編」から参加→●）
- 構成：中野俊成、堀江利幸、寺田智和、大井洋一、矢野了平、今井健太・エモペイ、高須光聖（中野→特番第2回、堀江・矢野・エモペ・高須→●）
- TM：五藤寛丈（●）
- TD：中野真悟（特番第1・2回はカメラ）
- VE：平子勝隆
- カメラ：坂口良（●）
- 音声：宇野仁美（●）
- 照明：荻原小桃（●）
- 美術P：清水久（●）
- 美術デザイナー：鈴木泰斗（以前は美術デザイン）
- 美術ディレクター：海老原修一（●、以前は美術制作）
- 装置：武井恵美（●）
- 操作：伊佐早涼太（●）
- メカシステム：庄子泰広
- 電飾：阿部達矢（特番第2回～）
- アクリル装飾：森美男（●）
- 装飾：西真彩（●）
- 特殊装置：黒野堅太郎（●）
- 生花装飾：猿山利昭（●）
- 衣装：坂口みのり（●）
- メイク：OfficeMAKISE（第2回）、田中智子
- スタイリスト：利光英治郎（●）
- 編集：林仁美、坪田伊津子、筒井公太、加川貴大、門山慎也【週替り】（全員→●）
- MA：飯田太志、山田謙一（全員→●）
- イラスト：中村サトル、株式会社グレートインターナショナル（共に●）
- CG：ぴーたん（●）
- 音効：中村鉄太郎（●）
- 宣伝：小谷有美、杉野千鶴（共に●）
- デジタル宣伝：山岡将成（●）
- 技術協力：スウィッシュ・ジャパン、イングス、戯音工房、東京オフラインセンター【毎週】、ジーアングル、グレートインターナショナル、未来技術推進部、オムニバスジャパン【週替り】（イングス・戯音→第2回、ジー・グレート・未来技術・オムニバス→●）
- デスク：大澤麻子（●）
- TK：伊藤佳加
- SNSリサーチ：藤井由布子（●）
- リサーチ：ライターズ・オフィス
- 編成：河本恭平、パリーク亜門（共に●）
- AD：牧麦、吉住純【毎週】、田村美咲、出野義樹、中込里穂、四柳翔太、坂井美友、渡辺萌香、大平朋佳、清水藍己、吉兼郁弥、木島興貴、諸伏将大、三原千京、田上雄基、手塚貴志、佐藤亮太、蒲生勇樹、森本あゆみ、倉掛真衣（山口社）、釣英、金城桃子、山中里美、小林大起、浜田志音、志田朱里、羽鳥雄大、日高瑞歩、砂口茉耶、鷲田泰輔、齋藤孝太、蒲生勇樹、木下美夢、西悠斗、金田尚子【週替り】（渡辺・木島→特番第2回～、牧～坂井・大平～吉兼・諸伏～金城・出野・山中～浜田・日高・蒲生・木下・西→●）
- AP：木村文香、竹原由利子、三谷萌乃、辰馬成拓、渡邊幸子【週替り】、常深志乃、杉本瑞季【毎週】（三谷→第2回、それ以外→●）
- キャスティングP：菊池絢子（特番はAP）
- FD：今村光宏（シオプロ、●）【不定期】
- 制作進行：大谷真弓（●）
- ディレクター：榮森輝之、薬師賢次郎【毎週】、田島優、佐々木卓也、甲斐絢子、降川浩史、及能貴之、津宏典、柳瀬寿明、新井孝輔（Platform,Inc.）、武藤勇次（シオプロ）、石丸達也（LOGIC）、瀬津巧、久保田奈津子、早田翔、大野剛史、小木曽克典、杉本諭久【週替り】（武藤→特番第1回と●、それ以外→●、薬師→以前は毎週AD）
- 演出：双津大地郎・斉藤崇・中西正太（シオプロ）、久野公嗣、中山健志（officeDA-NA）、野上貢、新垣博章（バンエイト）（双津・斉藤・野上→特番はディレクター、それ以外→●）【週替り】
- プロデューサー：上田淳也（特番は編成）、伊藤隆大、塩谷泰孝・小室良太（シオプロ）、嶋川雅和（吉本興業）【毎週】、好田康智、林貴恵、相馬令子、名田雅哉（officeDA-NA）、飯沼美佐子【週替り】（塩谷→特番は演出→●は総合演出→一時離脱、小室→特番第2回は協力P、それ以外→●、上田以外→以前は担当プロデューサー）
- 総合演出：青木章浩（VVQ、●、以前は演出）
- 制作プロデューサー：坂本義幸（特番はプロデューサー、レギュラー第2期途中までチーフプロデューサー）
- 制作協力：シオプロ、Kimika、UNITED PRODUCTIONS、officeDA-NA、吉本興業（Kimika～office→●）
- 制作：TBSテレビコンテンツ制作局制作1部（以前は制作局制作1部）
- 製作著作：TBS

「年の差ヒットバトル ハマダ歌謡祭」（2025年8月8日現在）
- ナレーター：立木文彦（第64弾）、内田真礼
- 構成：石塚祐介、大谷裕一、高橋秀一、あだち昌也/高須光聖
- TM：半田圭（第55弾-）
- TD：坂口良（第44弾までと第46-57、59-61,63弾-）
- VE：松吉英明（第31-44、46-53、56弾-）
- カメラ：中村年正（第5-44、46-50、53-57、59弾-）
- 音声：斉藤宏司（第46弾-）
- 照明：荻(萩)原小桃（第27弾までと第29-53、56弾-）
- 美術プロデューサー：清水久
- 美術ディレクター：渡邊晴香（第45弾-、第38-44弾はメカシステム）
- 美術デザイナー：水野谷重謙（第44弾までと第46弾-）、西出衣織
- 大道具装置：武井恵美（第58弾-、第45弾はメカシステム、第44弾までと第46-57弾は装置）
- 大道具操作：遠藤瞬、西原武志（共に第58弾-）
- 電飾：阿部達矢（第44弾までと第46弾-）
- メカシステム：庄子秦広（第49弾までと第51弾-、第50弾は電飾）、大石雅文（第45弾・第48弾・第50弾・第53弾-）
- アクリル装飾：井上千洸（第62弾-）
- 花装飾：儀同博子
- 特殊効果：星野達哉（第44弾までと第46弾-）
- スタジオメイク：田中智子（第58弾-）
- メイク：OfficeMAKISE
- スタイリスト：坂﨑タケシ（第38弾-）
- 編集：新部裕司
- MA：横田良孝（第1-4、6-14、19-21、23弾-）
- 音効：中村鉄太郎
- イラスト：中村サトル（第2弾-）
- CG：高山正幸
- 宣伝：杉野千鶴（第37弾までと第53弾-）、齋藤朱里（第53弾-）（TBSテレビ）
- SNSプランナー：林尹晶（第38弾-）
- 技術協力：SAIKON、TSP-WARP、東京オフラインセンター、エスパシオ（エスパ→第58弾-）
- カラオケ音源協力：DAM第一興商
- 編成：松本友香（TBSテレビ、第63弾-）
- デスク：大澤麻子
- TK：伊村佳恵（第5弾-）
- AD：【毎週】鷲田泰輔、吉住純【週替り】鈴木遥香、達田沙樹、関根空瑠美、中村都、関口葵聖来、出野義樹、上田彩加、世羅匡央、伏江海人、犬飼涼、牛嶋みなほ、新井収、亀川夢乃、正藤響、今井慎也、森本愛彩、鶴巻浩介、中川結衣、萩尾志帆、木村緩奈、山田東季、林日菜、但馬清真
- AP：【毎週】常深志乃、嘉沼慶子【週替り】高見良、小川瑞稀、嶋唯菜、岡田良子、野瀬純也、山田大輝、大津彩椰、大竹恵美子、辰馬成拓
- 協力P：嶋川雅和
- 制作進行：前田泰一郎（第37弾-）
- FD：及能貴之（第5弾-第33弾・第35弾-）
- ディレクター：【週替り】依田菜月、山田拓海、有田直美、丸谷水希、遠藤徹、林広太郎、猪狩智子、渡辺巽、芝内竜成、榮森輝之、蒲田涼、牧麦（第2-11弾はAD）、築舘健太、西原来、新地祥大（第2-37弾はAD）、柴田大輔、増田涼（第2-39弾はAD）、砂口茉耶（第41弾はAD）、大塚亮、柄本昌太、狩野紀明、高原諒、田中剛喜
- 演出：【週替り】山口耕平、前島隆沼（昭）（ダイジョブス）、倉田敬之（ROFL）、磯部修、横山健一、勝俣晋（クリエイティブ30）
- 総合演出：軸原資雄（TBSテレビ）
- プロデューサー：【毎週】上田淳也・須藤駿（TBSテレビ）、渡邊奈津子（ROFL）、長嶺望（オフィスNY）、塩谷泰孝（シオプロ）、菊池絢子【週替り】菅沼明子（SION）、林貴恵、福岡隆幸・橋本伸行（ROFL）、飯沼美佐子、伊藤瑛梨、影山龍太（ライド）（上田・須藤以外→第5弾-、渡邊・長嶺・塩谷→第2弾～第4弾は担当プロデューサー、菊池→第4弾までキャスティングP、須藤→第44弾-、菅沼→第32弾までと第38弾・第42弾・第47弾・第59弾、林→第3弾-第31弾・第35弾・第39弾・第40弾・第43弾・第48弾・第53弾、第2弾は担当プロデューサー、福岡→第38弾・第41弾・第44弾・第45弾・第48弾・第52弾-、橋本→第12弾-第31弾・第33弾・第37弾・第38弾・第41弾・第45弾、飯沼→第41弾・第46弾・第49弾・第56弾、伊藤→第48弾・第50弾・第52弾・第55弾、影山→第61弾）
- 制作プロデューサー：坂本義幸（TBSテレビ）
- 制作協力：ROFL、シオプロ（シオプロ→第2弾は表記無し）、ダイジョブス、SION、株式会社kimika（SION・kimika→第38弾-）、吉本興業
- 制作：TBSテレビコンテンツ制作局バラエティ制作三部
- 制作著作：TBS

過去のスタッフ（ゴールデンタイム編）
- TM：荒木健一（特番第1回）、森和哉（特番第2回～）、高岡崇靖（●）
- TD：荒井隆之
- VE：愛川颯丈
- 音声：吉田洸（特番第1回）、朝日拓郎（特番第2回）
- 照明：渋谷康治
- 美術P：山口智広
- 美術制作：浅野美幸、羽田一成、高岸夕葵（高岸→●）
- アクリル装飾：青木剛
- 装置：佐藤恵美
- 操作：津久井佑太、小林健（小林→●）
- 電飾：住義仁
- 装飾：中島蒼（特番第1回）、田村健治（特番第2回）、青柳涼花（特番第2回～）
- 特殊装置：朝熊智浩（●）
- SNSリサーチ：鬼澤美紀子（●）
- 音効：村松聡
- 音楽：Stoned Soul Picnic（●）
- 編集・MA：三木多聞、早川徹哉、西島弘晃、川口善史（三木→第1回、西島→第2回、川口→●）
- 編成：高市廉、竹内敦史（共に●）
- 宣伝：眞鍋武、松村紗仁子、落合真美（落合→●）
- デスク：松崎由美
- MP：渡辺英樹
- 技術協力：DEEP、だだだ、TPブレーン、ティ・エル・シー（全社→第2回）
- AD：一瀬航哉、清藤舞、山崎遥加、須賀大輝、可知未央、薄衣世理奈、能元春香、古谷夢芽、大城未希、山﨑純、忠平慎之介（一瀬～山崎遥・大城・山﨑純・忠平以外→第2回）
- AP：林真凛（吉本興業、第2回）、武藤佑樹（吉本興業、●）、佐々木華愛（オラフズ）、藤林千絵（武藤→毎週）
- ディレクター：中村優一郎、野村和矢、村居大輔（中村→第2回）
- 協力P：長江康裕（吉本興業）
- 担当プロデューサー：鈴木一慶（吉本興業、特番第2回～）【毎週】、西原信行、市川舞子、原田里美

「年の差ヒットバトル ハマダ歌謡祭」
- TM：五藤寛丈（第53弾まで）
- TP：吉田崇（第45弾）
- TD：河野広樹（第58,62弾）
- VE：平子勝隆（第30弾まで）、北澤希美（第55弾）
- カメラ：坂口司（第4弾まで）、鈴木貴雄（第51、52、58弾）
- 音声：宇野仁美（第3-28、31-44弾）、井上奈央子（第29、30弾）
- 照明：髙松優（第28弾・第55弾）
- MA：塚本啓介（第5弾）、近藤拓弥（第15-17、22弾）、細川健太郎（第18弾）
- 美術デザイナー：橋本幸歩（第45弾・第48弾）
- 美術ディレクター：小栗綾介（第44弾までと第46-57弾）、栗原良太（第48弾）
- メカシステム：牧野一穂（第5-37弾）
- 操作：小林健（第14弾まで）、伊佐早涼太、津久居佑太（津久居→第15-57弾）
- アクリル装飾：森美男（第61弾まで）
- 電飾：高橋麻衣（第5-37弾）
- 衣装：坂口みのり（第37弾まで）、岡村美香（第38-44、46-57弾）
- メイク：大桶恭子（第37弾まで）、小川瑛末（第45弾）
- スタジオメイク：アートメイク・トキ（第48-57弾）
- スタイリスト：利光英治郎（第37弾まで）
- 技術協力：ヴェルト（第5弾）
- ロケカメラ：山脇吉記（第45弾・第50弾・第53弾・第54弾）、鴨下達也（第48弾）
- ロケ協力：SWISH JAPAN（第45弾・第48弾・第50弾・第53弾・第54弾）
- ロケ車両：コム（第45弾・第48弾・第50弾）、CORD（第53弾・第54弾）
- イラスト：森本レオリオ（第4弾のみ）
- リサーチ：フォーミュレーション（第5弾）
- SNSリサーチ：藤井由布子（第4弾まで）
- 宣伝：小谷有美（第52弾まで）
- デジタル宣伝：山岡将成（第37弾まで）
- カラオケ音源協力：DAM（第37弾まで）
- 編成：河本恭平（第10弾まで）、武田梓（第5-10弾）、松本佳奈子、佐藤美紀（共に第11-18弾）、髙田脩（TBSテレビ、第19-39,61,62弾）、黎景怡（第20-30弾）、小島健之（第40-60弾）
- Special thanks：松原拓也（第12弾）
- TK：伊藤佳加（第4弾までと第48弾-）
- AD：木下美夢、池下竜太郎、佐藤広大、谷口和輝、松田千里、太田千陽、加藤大翔、宮田茜、高田未土来、齋藤みはる、一ツ木圭介、小町岳、加藤涼葉、佐手優斗、枡田大聖
- AP：杉本瑞季（吉本興業、第2-14弾）、堀内愛（第21-29弾）、木村文香、影山早岐（共に第28弾）
- 制作進行：大谷真弓（第36弾まで）
- FD：薬師賢次郎（第5弾-第33弾・第35-37弾）
- ディレクター：佐野竜也、二宮孝太郎、瀧本卓、諸伏将大
- 演出：青木章浩（VVQ）、萩森豪（FIREBUG）、新垣博章（バンエイト）
- プロデューサー：伊藤隆大（TBSテレビ）、好田康智、小室良太（シオプロ）、岡本計（てっぱん）、吉筋公美、黒木智子（伊藤→第5弾-第43弾、第2弾～第4弾は担当プロデューサー、好田→第5弾-第31弾・第36弾・第40弾・第43弾、第2弾～第4弾は担当プロデューサー、小室→第28弾-第31弾・第36弾・第40弾・第43弾、第4弾は担当プロデューサー、岡本→第2弾～第4弾は担当プロデューサー、第5弾-第8弾、吉筋→第9弾、黒木→第21弾-第31弾）
- 制作協力：CRANKY（第21弾-第34弾）

『年の差バトルバス』（2023年11月24日現在）
- 構成：石塚祐介、大谷祐一、高橋秀一、あだち昌也/高須光聖
- 美術プロデューサー：清水久
- 美術ディレクター：小栗綾介
- 電飾：阿部達矢
- アクリル装飾：森美男
- 装飾：真野邦夫
- 生花装飾：儀同博子
- ヘアメイク：田中智子
- メイク：OfficeMAKISE、大桶恭子
- スタイリスト：利光英治郎
- 編集：新部裕司
- MA：横田良孝
- 音効：中村鉄太郎
- イラスト：中村サトル
- CG：高山正幸
- 宣伝：小谷有美、杉野千鶴
- デジタル宣伝：山岡将成
- 技術協力：SAIKON、SWish Japan、アイゼン、TSP-WARP、東京オフラインセンター
- 車両：飯島雅胤（コム）
- 編成：髙田脩、黎景怡
- デスク：大澤麻子
- TK：伊村佳恵
- AD：鷲田泰輔、宮田茜、加藤大翔、吉住純、松田千里
- AP：高見良（TBSテレビ）、常深志乃、小川瑞稀、嶋唯菜、堀内愛、岡田良子（フロッグ）、嘉沼慶子（吉本興業）
- 協力P：嶋川雅和（吉本興業）
- 制作進行：大谷真弓
- ディレクター：新垣博章（バンエイト）、新井孝輔（Platform,Inc.）、榮森輝之、牧麦
- 演出：青木章浩（VVQ）
- 総合演出：軸原資雄（TBSテレビ）
- プロデューサー：上田淳也・伊藤隆大（TBSテレビ）、渡邊奈津子（ROFL）、長嶺望（オフィスNY）、好田康智、塩谷泰孝（シオプロ）、菊池絢子、黒木智子、菅沼明子（SION）、林貴恵、橋本伸行（ROFL）
- 制作プロデューサー：坂本義幸（TBSテレビ）
- 制作協力：ROFL、シオプロ、ダイジョブス、CRANKY、吉本興業
- 制作：TBSテレビコンテンツ制作局バラエティ制作三部
- 制作著作：TBS

## 書籍
- 『ウソつきバラエティー オオカミ少年 Lie or Truth』（2005年、宝島社、ISBN 978-4796647243）

## 関連イベント
ゴールデンタイム編放送期間中の2022年7月15日（金曜日）から8月31日（水曜日）までは、三井不動産商業マネジメントが「ららぽーと」「ラゾーナ」というブランドで運営している複合商業施設とのコラボレーションによる無料の体験型スタンプラリー「『オオカミ少年 Lie or Truth』今年の夏はららぽーと・ラゾーナで挑戦しよう!」を、首都圏・福岡県内の「ららぽーと」とラゾーナ川崎プラザ（神奈川県川崎市）で順次開催。「第1期」で放送されていたクイズ企画をベースに考案された企画（「きみの目で見極めろ!視覚クイズ」「特殊メイクをしている有名人はだれ??」「奇跡映像チャレンジ　オリジナル装置から飛んでくるボールをキャッチ!」）のブースごとに「ラリーポイント」を設けたうえで、参加者全員に「ラリーシート」を配布していた。
開催する店舗と期間は以下の通りで、全てのブースでスタンプを「ラリーシート」に押した参加者には、イベント限定のオリジナルノートをプレゼント。いずれの店舗にも、AR技術を利用したフォトスポットと、ハリウッドザコシショウの等身大パネルをスタンプラリーの開催期間中に設置していた。
- 2022年7月15日（金曜日）- 7月26日（火曜日）：ららぽーと海老名、ららぽーと富士見、ラゾーナ川崎プラザ
- 2022年7月27日（水曜日）- 8月7日（日曜日）： ららぽーと横浜、ららぽーと新三郷
- 2022年8月5日（金曜日）- 8月16日（火曜日）：アーバンドック　ららぽーと豊洲
- 2022年8月8日（月曜日）- 8月19日（金曜日）： ららぽーとTOKYO-BAY、ららぽーと立川立飛
- 2022年8月20日（土曜日）- 8月31日（水曜日）： ららぽーと柏の葉、ららぽーと湘南平塚、ららぽーと福岡

twitterやinstagramでは、スタンプラリーの開催期間中に、ららぽーと（またはラゾーナ川崎プラザ）公式アカウントのフォロワー向け連動企画を実施。ハリウッドザコシショウの等身大パネル（または上記の店舗でスタンプラリーの参加者が「奇跡映像チャレンジ　オリジナル装置から飛んでくるボールをキャッチ!」に挑戦している姿）を撮影したうえで、撮影した動画や写真に指定のハッシュタグを付けてSNSへ投稿したフォロワーから、抽選で総勢60人にハリウッドザコシショウのサイン入りグッズ（全5種類から1種類）を贈呈している。